# Сталинские репрессии в Азербайджане

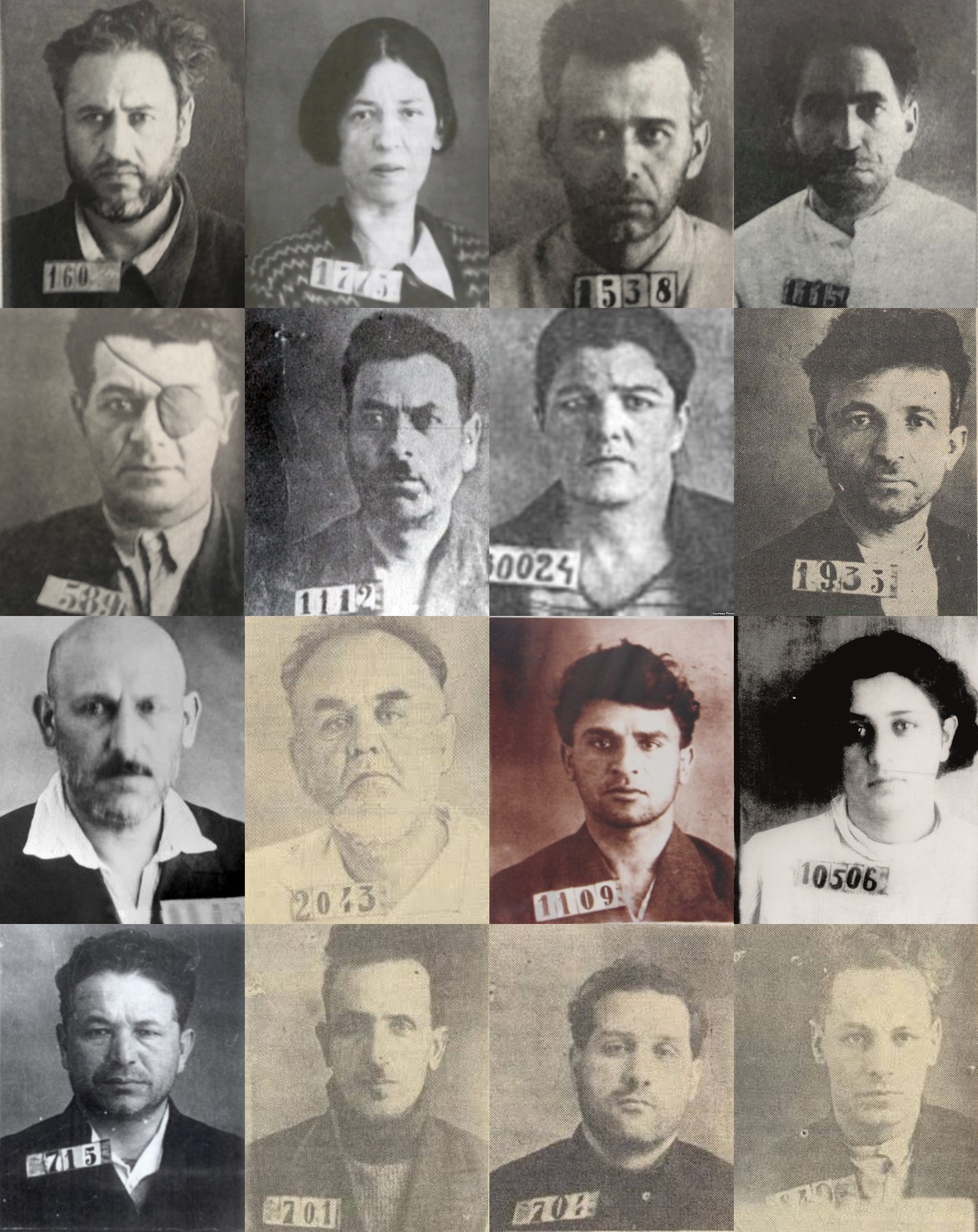
Азербайджанские жертвы сталинских репрессий

Сталинские репрессии (азерб. Azərbaycanda Stalin repressiyaları), проходившие с конца 1920-х по начало 1950-х годов в Азербайджанской Советской Социалистической Республике, затронули всё население Азербайджана, включая партийных и государственных работников, духовенство, интеллигенцию и зажиточных крестьян. Репрессии включали в себя преследование людей по подозрению в контрреволюционной деятельности, шпионаже, антисоветской агитации, а также преследование кулаков, препятствующих национализации имущества, депортацию населения в другие регионы СССР.
Репрессии, пик которых пришёлся на 1937—1938 годы (Большой террор, или ежовщина), проводились при участии органов НКВД в соответствии с инструкциями вышестоящих органов. Они пришлись на эпоху М. Д. Багирова, возглавлявшего Азербайджан в течение двадцати лет. Его имя в советской литературе обычно ассоциировалось с темой массовых репрессий 1930-х годов и он, как правило, выступал в таких работах как ведущий инициатор репрессий 1937—1938 годов в республике. Ясного же определения степени ответственности М. Д. Багирова за случившееся литература эпохи перестройки и после неё так и не внесла. Шведский политолог Сванте Корнелл называл его «азербайджанским Сталиным», а советско-российский философ и историк Дмитрий Фурман — «азербайджанским Берией».

## Введение
Корни репрессий восходят к периоду, предшествовавшему приходу И. В. Сталина к единоличной власти. Обвинения в троцкизме, национализме, вредительстве, шпионаже и т. п. вытекали из сложной партийной, политической и социально-экономической атмосферы первой половины XX века. Официальной идеологической основой сталинских репрессий послужила концепция «усиления классовой борьбы по мере завершения строительства социализма», сформулированная И. В. Сталиным на пленуме ЦК ВКП(б) в июле 1928 года.
Однако о причинах Большого террора высказаны разные точки зрения. Например, прошедшая через сталинские лагеря ветеран партии З. Н. Немцова, в интервью журналу «Огонёк» за 1988 год убеждала в том, что репрессии 1937-1938 годов организовали пробравшиеся в органы НКВД в Москве и Ленинграде белогвардейцы и жандармы.

## Предыстория

### Приход к власти И. В. Сталина

#### РКП(б) к моменту работы Сталина в секретариате
Начиная с момента своего появления, большевистское крыло российской социал-демократии было практически непрерывно погружено во внутреннюю фракционную борьбу. Вместе с тем, одним из основных конкурентных преимуществ большевиков в острой борьбе периода революции и Гражданской войны была внутренняя сплочённость, жёсткая централизованная организация во главе с харизматичным лидером, коим являлся Ленин. Если партия эсеров уже к концу 1917 года развалилась на части и выделившаяся в ней самостоятельная партия левых эсеров впоследствии также раскололась, а меньшевистская партия аж до революции фактически распалась на враждующие фракции, то большевикам, несмотря на все свои разногласия, удавалось сохранять единство.

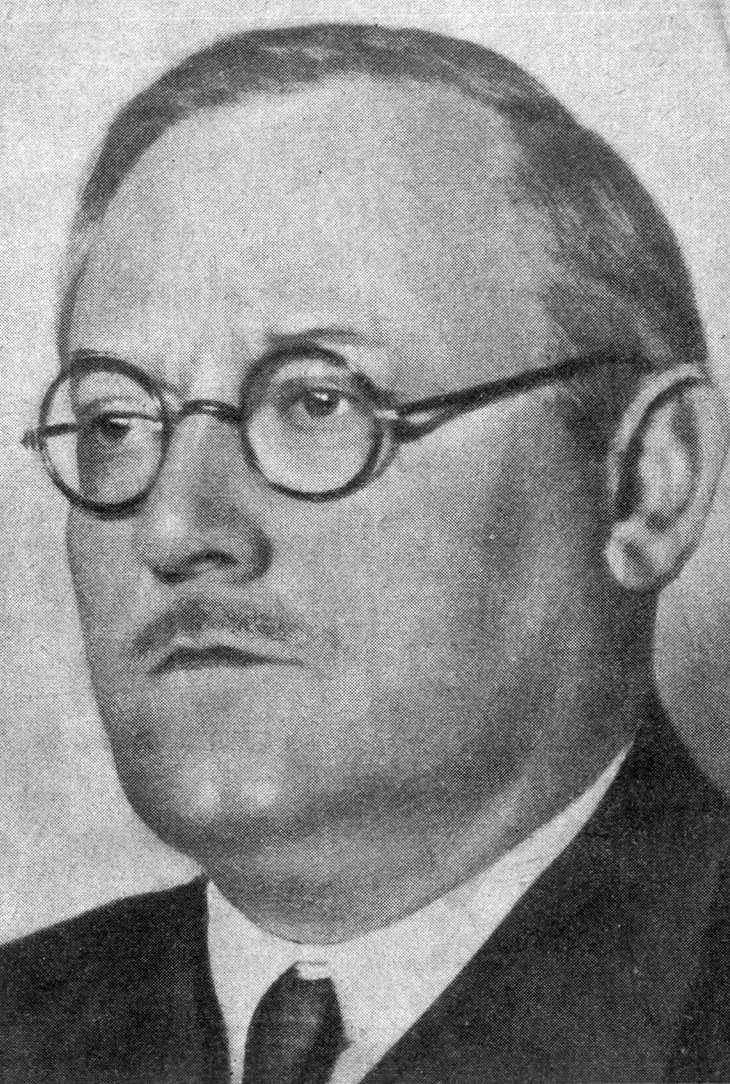
Один из организаторов массовых репрессий, прокурор СССР А. Я. Вышинский.

К концу Гражданской войны ситуация резко изменилась. Партия стала фактически единственной легальной политической организацией на территории РСФСР, ЗСФСР, Украинской и Белорусской ССР, которые в 1922 года объединились в Союз Советских Социалистических Республик (СССР). При этом изменился и состав большевистской партии. В ходе гражданской войны она потеряла цвет боевых сил, да и сразу после социалистического переворота её классовый состав стал меняться. Если к началу 1917 года партия на 60,2 % состояла из рабочих, 25,8 % — служащих, 7,6 % — крестьян, 6,4 % — прочих, то к началу 1922 года доля рабочих упала до 37,3 %, служащих — до 23,1 %, а крестьян возросла до 32,1 %, прочих — 7,5 %. Она стала пополняться выходцами из других классов, а также членами бывших партий. В марте 1922 года Ленин констатировал наплыв в партию мелкобуржуазных элементов под видом рабочих, что создавало опасность их перевеса. Организатор массовых репрессий, прокурор СССР А. Я. Вышинский до 1920 года был меньшевиком, притом подписавшим ордер на арест Ленина в 1917 году (Вышинский «теоретически» оправдывал репрессии против «врагов народа», ему принадлежит тезис, согласно которому на обвиняемом лежит бремя доказывания оправдывающих его обстоятельств). Ещё один бывший меньшевик Д. И. Заславский, являвшийся одним из главных сотрудников самого ненавистного Ленину изданию — меньшевистской газеты «День», при Сталине стал одним из видных сотрудников газеты «Правда». Начальником Генштаба Красной армии при Сталине являлся бывший правый эсер, маршал А. И. Егоров. Объявленный же после смерти Ленина так называемый Ленинский призыв привёл к массовому увеличению членов партии, не разделявших большевистских убеждений, но рассчитывавшие сделать карьеру. И тем не менее в 1929 году коммунисты составляли незначительную долю работников даже народных комиссариатов (наркоматов) и важнейших ведомств: в наркомземе доминировали бывшие эсеры, а в Высшем совете народного хозяйства — бывшие меньшевики.
До 1922 года партийная система выглядела так. В период между съездами партии, высшим партийным органом являлся Центральный комитет РКП(б) — ЦК РКП(б). Наиболее влиятельные члены ЦК входили в состав Политического бюро ЦК — Политбюро ЦК РКП(б), который выполнял роль руководящего органа между пленумами ЦК. Помимо них, решениями кадровых и организационных вопросов занималось Организационное бюро ЦК — Оргбюро ЦК РКП(б), но имелся ещё Секретариат ЦК как организационно-технический аппарат. 

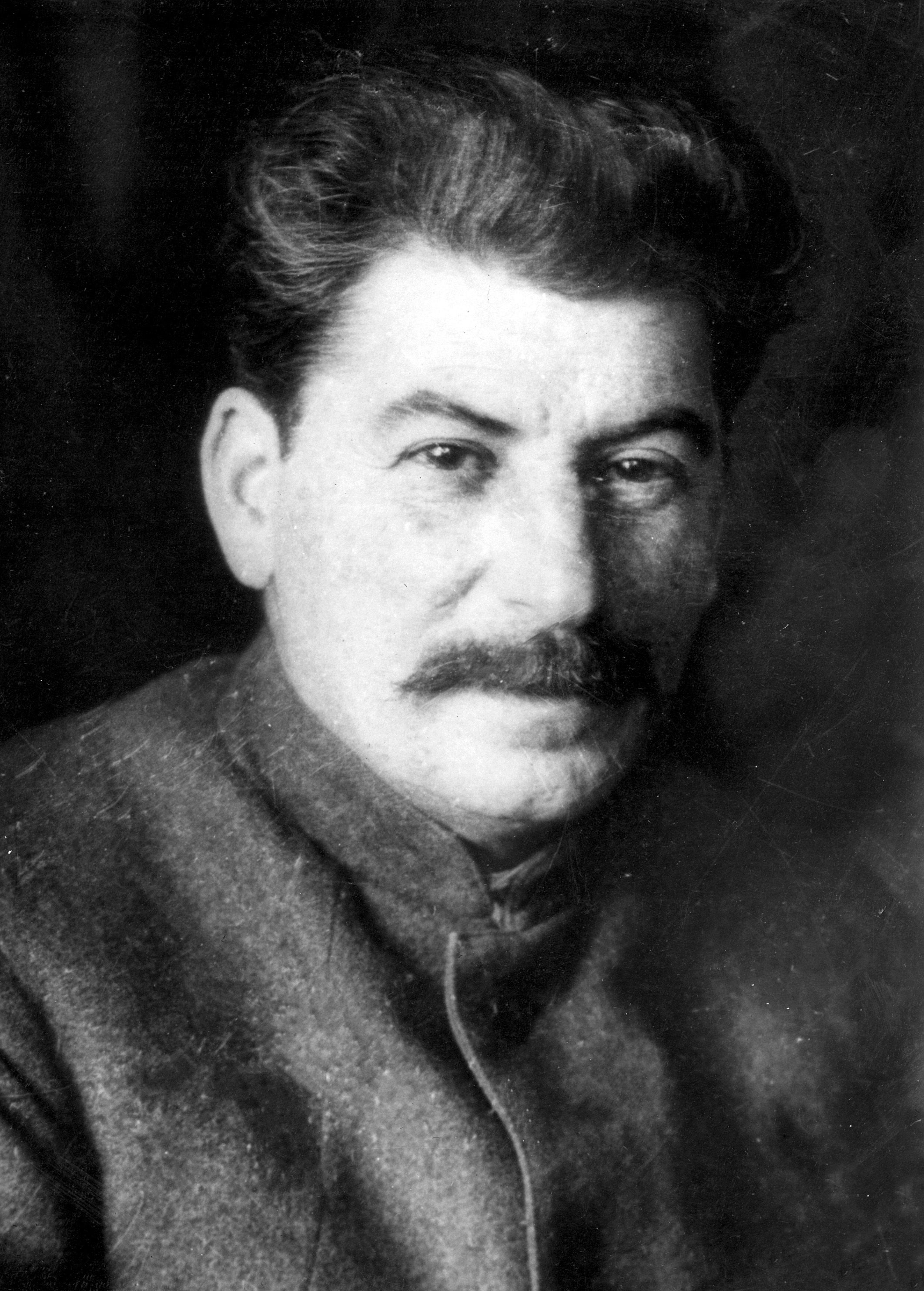
И. В. Сталин до 1929 года.

Сам Ленин не занимал в партии никаких постов, кроме членства в Политбюро, на заседаниях которого он председательствовал (в случае отсутствии, его заменял, как правило, Л. Б. Каменев). Он критически относился к деятельности ответственного секретаря (руководителя) Секретариата В. М. Молотова, которому в начале 1922 года писал: «Власть у ЦеКа громадная. Возможности — гигантские... И это гигантское коммунистическое дело вдрызг изгажено тупым бюрократизмом». Необходимо было организационное укрепление руководства партии и вскоре была учреждена должность генерального секретаря ЦК (генсека), которую занял И. В. Сталин. Проект постановление Пленума ЦК РКП(б) «Об организации работы Секретариата» подписал сам Ленин, что свидетельствовало о его поддержке кандидатуры Сталина, но по замечанию советского историка Ю. С. Борисова, Ленин «исходил из обоснованных им взглядов на сочетание в партийной и государственной деятельности двух типов руководителей: широко мыслящего политика, способного наладить коллективную работу, и в качестве его помощника — твёрдого администратора. Та же идея была в основе укрепления Секретариата ЦК... Решение же крупных политических и организационных проблем возлагалось на Политбюро и Оргбюро ЦК».

#### Сталин в секретариате. Внутрипартийная борьба в ВКП(б)
С приходом Сталина в аппарат ЦК в качестве генерального секретаря ЦК, влияние центрального партийного аппарата расширяется. Происходят изменения в партийной жизни и системе. Начиная с 1925 года уставные сроки созыва съездов и конференций партии стали нарушаться, а бюрократические тенденции в работе партийного и государственного аппарата усиливаться. ЦК начинает играть роль «внутрипартийного парламента», к Секретариату переходит роль исполнительного органа, а деятельность Оргбюро слилась с Секретариатом. Политбюро обычно собиралось раз в неделю по четвергам, но как писал один коммунист «в течение остальных шести дней Сталин контролировал партию через свой аппарат». К концу 1920-х годов Сталин сосредоточил в своих руках столь значительную личную власть, что должность генсека стала ассоциироваться с высшим постом в партийном руководстве, хотя Устав ВКП(б) не предусматривал её существование. Заложенную Сталиным систему разгромленные оппозиционеры станут именовать «диктатурой секретариата» (Бухарин назовёт это «секретарским режимом»). Происходит сращивание партийного и государственного аппарата.
После третьего инсульта, В. И. Ленин окончательно отошёл от политической деятельности. На первое место вышел вопрос уже о том, кто станет его преемником. На этом фоне в верхах Коммунистической партии (большевики переименовали партию в 1918 году) началась ожесточённая борьба. В годы революции и Гражданской войны вторым лицом в государстве фактически стал Л. Троцкий. Он являлся крупным теоретиком, его взгляды легли в основу троцкизма — другой разновидности марксизма (официальной же идеологией в СССР была ленинская версия марксизма), с ним же было связано создание Красной Армии. Однако, личность и методы Троцкого вызывали значительное отторжение в рядах «старых большевиков». Результатом этого стало появление неформальной «тройки» Г. Е. Зиновьев — Л. Б. Каменев — Сталин, сколотившей твёрдое большинство в Политбюро и ЦК. Большинство XIII партконференции обвинило Троцкого в нарушении резолюции X съезда «О единстве партии», и «социал-демократическом уклоне». XIII съезд РКП(б) в мае 1924 года стал для Троцкого ещё более серьёзным поражением. Практически единогласно делегаты объявили «троцкизм» — «враждебным ленинизму мелкобуржуазным учением».
После того, как в январе 1925 года Л. Троцкий был снят с ключевых постов наркомвоенмора и предреввоенсовета, правящая «тройка» Зиновьев — Каменев — Сталин немедленно развалилась. В качестве противовеса Сталин предпочёл на данном этапе опереться на группу Н. И. Бухарина —  А. И. Рыкова — М. П. Томского. Однако в 1926 году Зиновьев и Каменев были сняты с ключевых постов глав московской и ленинградской парторганизаций. После этого Зиновьев и Каменев неожиданно объединились с Троцким в «Объединённую оппозицию» («троцкистско-зиновьевский блок»), но в 1927 году все трое были исключены из партии.
После разгрома левой оппозиции, в связи с резким изменением политического курса партии в отношении деревни, вызванного продовольственным кризисом 1927 года, внутри партии формируется правая оппозиция из Н. И. Бухарина, А. И. Рыкова и М. П. Томского. 

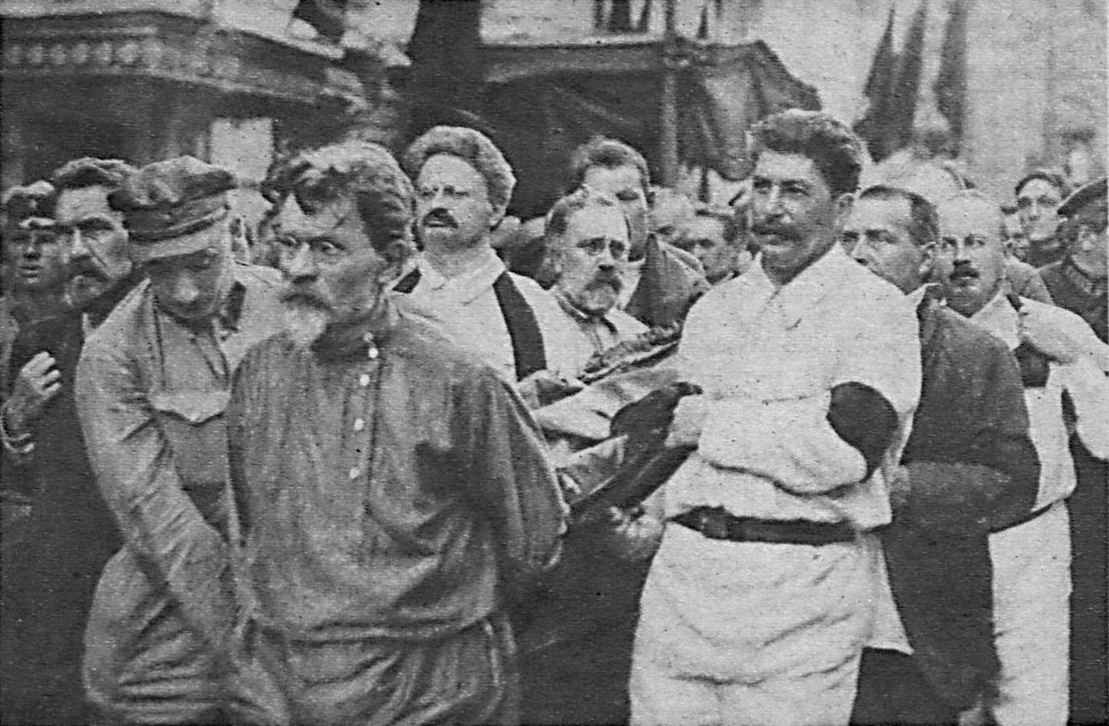
На фото М. И. Калинин, Н. И. Бухарин, Л. Б. Каменев, Л. Троцкий и И. В. Сталин, 1926 год.

В 1927 году произошли ряд событий, послужившие развёртыванию в стране сталинских репрессий. В мае консервативное правительство Англии (приходу данного правительства к власти способствовало, между прочем, фальшивое Письмо Зиновьева, которое составил один русский эмигрант) разорвало дипломатические отношения с Советским Союзом и уже 1 июня газета «Правда» опубликовало обращение ЦК ВКП(б) «Об угрозе военной опасности», в котором говорилось, что «война может быть нам навязана, несмотря на все наши усилия сохранить мир. К этому худшему случаю нужно готовиться всем трудящимся, и прежде всего Коммунистической партии».
Спустя несколько дней, 7 июня, в Варшаве монархистом был убит советский посол П. Л. Войков. Поскольку небольшие остатки монархических и вообще белых сил продолжали находиться в оппозиции, то репрессии первым делом обрушились на них, поскольку убийство Войкова служило основанием «для полного разгрома монархических и белогвардейских ячеек во всех частях СССР». «Военная угроза» в лице Англии послужило поводом для дальнейших действий как против внутрипартийных соперников, так и оппозиционных сил. Летом того же года ОГПУ провела аресты монархистов и разного рода белогвардейцев, которые охватили бывших белых, помещиков, «кулаков и буржуев», «торговцев», «попов и церковников», причём они пришлись в основном на деревню зерновых районов. Тогда же Сталину удалось сломить сопротивление группы Бухарина и «продавить» решение об исключении из состава ЦК «агентов объединённой оппозиции» — Л. Д. Троцкого и Г. Е. Зиновьева.
18 января 1929 года внесудебный орган — Особое совещание при коллегии ОГПУ — постановляет выслать Троцкого из СССР. В ноябре того же года Н. И. Бухарин был выведен из Политбюро, а в следующем году этому подверглись А. И. Рыков и М. П. Томский и, таким образом, в руководстве партии ни осталось никого, кроме Сталина, кто был избран в члены Политбюро ЦК при Ленине. Сталин объявил 1929 год «годом великого перелома». Стратегическими целями государства были декларированы индустриализация, коллективизация и культурная революция.

### Внутриполитическая жизнь Азербайджана 1920-х годов

#### Происхождение АКП(б) и её взаимосвязь с РКП(б)

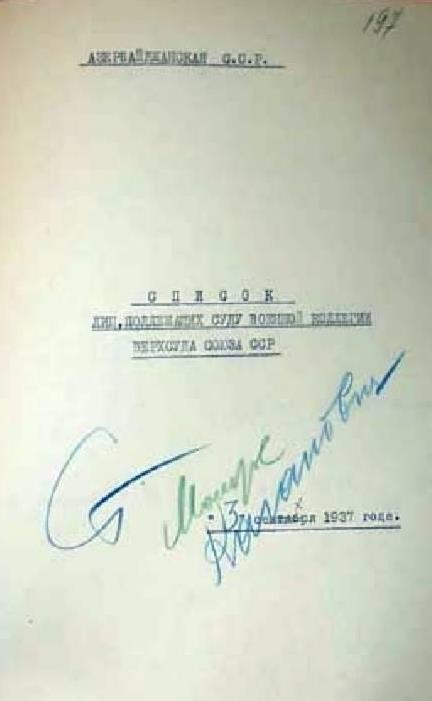
«Расстрельные списки» по Азербайджанской ССР (Список лиц, подлежащих суду Военной коллегии Верховного Суда Союза ССР). Подписи Сталина,
Кагановича и Молотова. Сентябрь 1937 года

До революции здесь возникли две мусульманские социал-демократические партии — «Гуммет», которая распадётся на большевистское и меньшевистское крыло, и организация иранских эмигрантов «Адалят». Конкуренцию им составляли либеральная партия «Мусават» и панисламитская Иттихад. Отличие членов «Гуммет» и «Мусават» заключалось не в мировоззрении, а в области происхождения и социального положения. Почти все гумметисты происходили из крестьян, обедневших беков, батраков, рабочих-нефтяников или «персидских иммигрантов»; многих объединяло образование (религиозное, в русско-татарских школах). Пополнение членов этой организации происходило за счёт знакомства, родственных связей и отношений зависимости.
В 1920 году «Гуммет», «Адалят» и Бакинский комитет РСДРП объединились в Азербайджанскую коммунистическую партию (большевиков) — АКП(б). С одной стороны партия рассматривалась как самостоятельная. АКП(б) имел свой Политбюро, Оргбюро и ЦК. Американский историк Фируз Каземзаде утверждал, что «несмотря на протесты краевого комитета, в нарушение партийной дисциплины азербайджанцы Караев, Султанов, Ахундов, Гусейнов и другие отделились и создали отдельную Коммунистическую партию Азербайджана». Польский историк Свентоховский, со своей стороны, отмечал, что «коммунисты-азербайджанцы проявили нежелание раствориться в русской партии…». Образование Коммунистической партии Азербайджана Свентоховский рассматривает как «конфликт между русским централизмом и азербайджанским сепаратизмом».
Вместе с тем, Съезд, на котором произошло объединение, постановил «объявить Азербайджанскую коммунистическую партию частью Кавказской Краевой организации и Кавказский Краевой комитет считать своим руководящим органом». Кавказский Краевой комитет РКП(б) — ККК РКП(б) — был создан за несколько дней до Октябрьской революции на I съезде организаций РСДРП(б) Кавказа в Тифлисе, а в 1919 году появилось Бакинское бюро ККК. Если Бакинское бюро предложило образовать Компартию Азербайджана, то большинство ККК хотело сохранить единую партийную организацию, но в итоге ЦК РКП(б) высказалось за образование Компартии Азербайджана как входящую в краевую организацию РКП(б) на правах областной организации и работающей под руководством ККК. 8 апреля 1920 года постановлением Пленума ЦК РКП(б) было образовано Кавказское бюро ЦК РКП(б) — Кавбюро, сменившее ККК, и в составе Кавбюро в июне того же года была создана Бакинская тройка во главе с Г. К. Орджоникидзе. В феврале 1922 года, на I съезде коммунистических организаций Закавказья, Кавбюро сменил выборный Закавказский краевой комитет РКП(б). Тем самым, ККК, Кавбюро и Заккрайком служили связующим звеном между азербайджанской Компартией и московским ЦК.

#### Внутрипартийная борьба в АКП(б)
После произошедшей в апреле 1920 года смены власти, когда к власти в Азербайджане пришла АКП(б), среди азербайджанских коммунистов развернулась групповая борьба. По свидетельству О. Г. Шатуновской, борьба велась между двумя группировками: национально-ориентированные коммунисты во главе с Н. Наримановым и интернационалистами, которые стали борцами с прежними традициями. Что касается оппозиционной «Мусават», то лидеры её правого крыла бежали за границу, в то время как левому крылу позволили дальше существовать. Несмотря на то, что партия впоследствии расформируются, а её члены даже поклянутся в верности и лояльности новой власти, её идеи не исчезнут. В сфере городского хозяйства Баку, советах и учебных заведения мусаватисты получат видные посты. Партия Иттихад также самороспустилась, но ещё долгое время напоминала о себе.
В Азревкоме и СНК Азербайджанской ССР (правительстве) вначале преобладали мусульмане и тон здесь задавали национал-коммунисты. Несмотря на то, что мусульмане количественно доминировали в ЦК и Президиуме, в начале 1920-х годов преобладающим влиянием в ЦК обладали русские и армянские коммунисты. По замечанию немецкого историка Й. Баберовски, влияние Москвы проявлялось через Г. Н. Каминского и Егорова, а затем С. М. Кирова, который 7 лет возглавлял ЦК Компартию Азербайджана (1921—1926). Российский историк А. А. Кириллина не считает, что С. М. Киров был «наместником Москвы», поскольку коллоссальную роль в республике играл Н. Нариманов (Н. Нариманов скончается в 1925 году в Москве). Однако стоит подчеркнуть, что без согласия упомянутых ранее Заккрайкома и Кавказского бюро, выступавших в роли связующего звена между московским Политбюро и азербайджанской парторганизацией, бакинский Президиум не мог реализовывать свои решения. В Бакинском горкоме партии преобладали русские и армяне, в то время как мусульманские коммунисты укомплектовали райкомы партии и кабинеты госорганов.
Настроения среди национальный партийных элит вызывали беспокойство у И. В. Сталина, начиная с первой половины 1920-х годов. В своём письме к Ленину от 1922 года он писал:
За четыре года гражданской войны, когда мы ввиду интервенции вынуждены были демонстрировать либерализм Москвы в национальном вопросе, мы успели воспитать среди коммунистов помимо своей воли настоящих и последовательных социал-независимцев, требующих настоящей независимости во всех смыслах и расценивающих вмешательство ЦК РКП, как обман и лицемерие со стороны Москвы.
Процесс коренизации аппаратов начался ещё при Н. Нариманове, причём без опоры на московский партаппарат, но Москва пошла на национализацию и коренизацию во второй половине 1923 года, рассчитывая этим также предотвратить исходящую от национал-коммунистов опасность. Вместе с М. Х. Султан-Галиевым, Т. Р. Рыскулов, Ф. И. Махарадзе и Б. Мдивани, Н. Нариманов относился к видным национал-коммунистам. Однако в 1923 году произойдёт его падение, а сторонники подвергнутся преследованиям. Во второй половине 1920-х годов борьба в азербайджанском руководстве, по воспоминаниям Ю. Касимова, развернулась между двумя группировками: Р. Ахундов, Г. Джабиев, У. Рахманов, М. Нариманов, Г. Фарадж-заде с одной стороны и Г. Мусабеков, С. М. Эфендиев, М. Караев и он сам с другой.
И хотя АКП(б) раздирала внутрипартийная борьба, она также, как составная часть ВКП(б), была вовлечена в борьбу с «троцкистско-зиновьевским блоком». Осуждением оппозиции и поддержкой решения XIV съезда ВКП(б), на котором была разгромлена «ленинградская оппозиция» (во главе с Г. Е. Зиновьевым и Л. Б. Каменевым), завершился 12 января 1926 года расширенный пленум Бакинского комитета АКП(б). Сюда в Баку в апреле и октябре 1927 год приезжал троцкист Саркис; здесь даже выделилась оппозиционная группа. 16 октября Президиум ЦКК АКП(б) исключил Саркиса из партии, а поскольку он не состоял на учёте азербайджанской парторганизации, то это решение было направлено на утверждение ЦКК ВКП(б). Состоявшийся 12-18 ноября VIII съезд АКП(б) целиком поддержал все мероприятия Компартии Азербайджана по борьбе с троцкистской оппозицией.
На протяжении 1926—1929 годов три секретаря (А. Караев, Л. И. Мирзоян и Г. Агавердиев, пока в 1927 году его не сменил Ю. Касимов) являлись основными действующими лицами в республике. Будучи проинформированным о произволе, семейности в партийном руководстве Азербайджана, И. В. Сталин в 1929 году саботировал чистку её руководства. А. Караев, Л. И. Мирзоян, Ю. Касимов и другие лишились своих постов, отчего с сентября 1929 и по февраль 1930 года в Азербайджане отсутствовало дееспособное правительство. После удаления из Баку ведущих гумметистов, И. В. Сталин приступил к смене всех секретарей райкомов в Баку, пользующихся репутацией сторонников Л. Мирзояна и А. Караева. Таким образом, со смещением азербайджанских партийных руководителей была разрушена сеть личных связей смещённых лиц. При очередных руководителях азербайджанской парторганизации — Н. Ф. Гикало и В. И. Полонском интриги и распри не прекратились. В конечном итоге вместо В. И. Полонского новым руководителем Азербайджана в 1933 году Сталин поставил М. Д. Багирова. Так началась двадцатилетняя эпоха Багирова.

## Органы госбезопасности при Сталине — Багирове
Коротко стоит остановиться на системе органов госбезопасности при Сталине и Багирове. К началу 1930-х годов специальным органом государственной безопасности Союза являлось Объединённое государственное политическое управление при СНК СССР (ОГПУ при СНК СССР). На республиканском уровне существовало Главное политическое управление при правительстве (ГПУ при СНК).
10 июля 1934 года в результате очередной реорганизации советских спецслужб ОГПУ было упразднено с одновременным созданием Народного комиссариата внутренних дел Союза ССР (НКВД СССР), в состав которого в качестве одного из главных управлений вошло Главное управление государственной безопасности (ГУГБ НКВД), объединившее на правах отделов все оперативные подразделения ОГПУ. Помимо ГУГБ, в составе НКВД имелось ещё четыре главных управления — Главное управление рабоче-крестьянской милиции, Главное управление пограничной и внутренней охраны, Главное управление лагерей (ГУЛАГ) и Главное управление пожарной охраны:312. В составе НКВД имелся внесудебный орган — Особое Совещание при наркоме внутренних дел (ОСО НКВД), имевшее полномочия выносить приговоры о заключении, ссылке или высылке на срок до 5 лет или выдворении из СССР «общественно опасных лиц»:321.

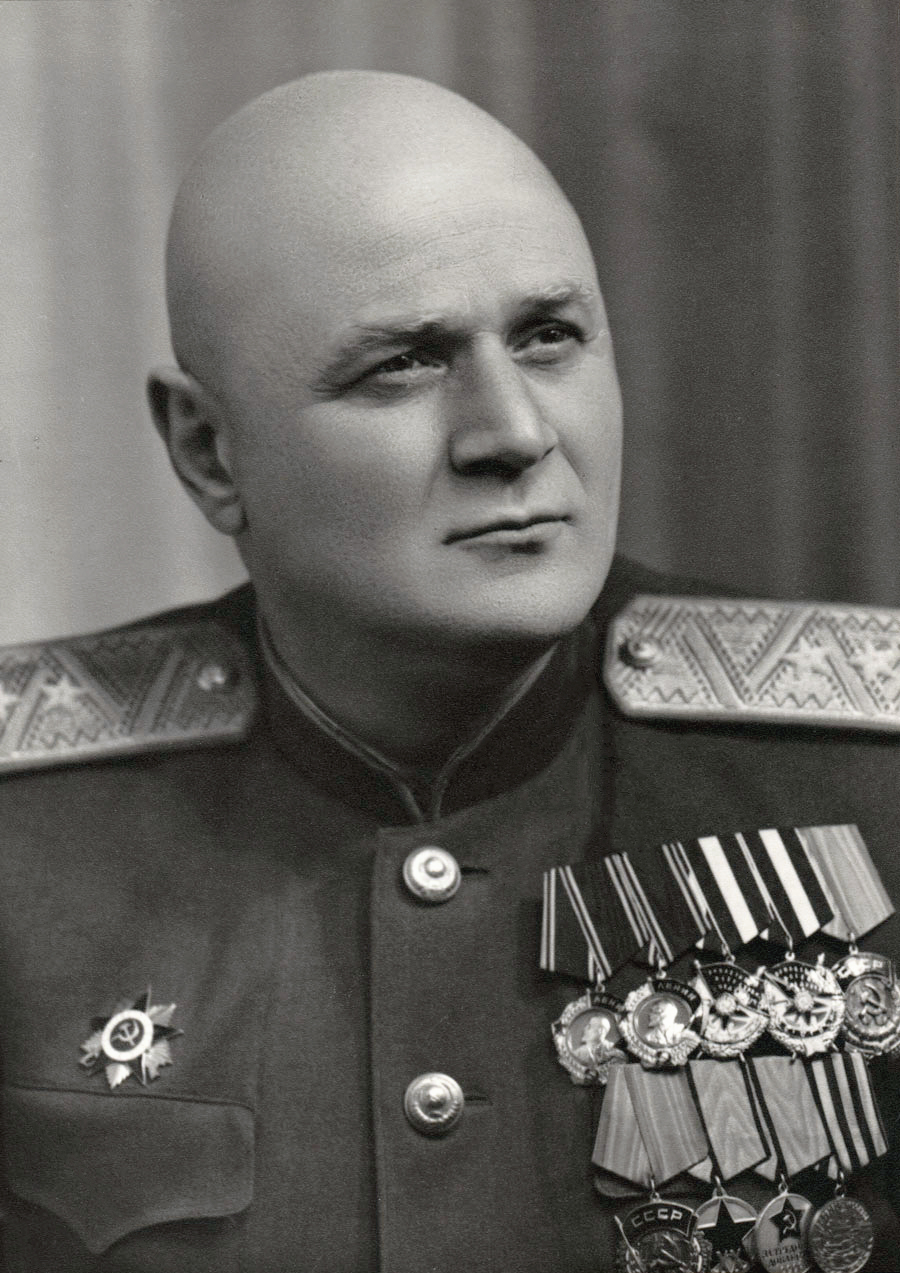
Народный комиссар внутренних дел Азербайджанской ССР в 1937 году Ювельян Сумбатов-Топуридзе

По тому же постановлению ЦИК СССР от 10 июля 1934 года предписывалось организовать республиканские НКВД, действующие на основе Положения об общесоюзном НКВД (кроме НКВД РСФСР, вместо которого устанавливался институт Уполномоченного НКВД СССР), а в автономиях организовать управления республиканских НКВД. Во главе НКВД СССР в 1936 — 1938 годов стоял Н. И. Ежов, который, действуя под руководством Сталина, стал одним из главных организаторов массовых репрессий 1937—1938 годов. Период, на которые пришёлся пик репрессий, получил название Ежовщина.
13 июля 1934 года были образованы Управление НКВД по Азербайджанской ССР (УНКВД АзССР), начальником которого с 15 июля был Ю. Д. Сумбатов-Топуридзе, а также УНКВД по Нахичеванской АССР и УНКВД по Нагорно-Карабахской автономной области.
1 января 1937 года было образовано НКВД Азербайджанской ССР, сперва возглавлявшееся Д. Ю. Сумбатовым-Топуридзе, а затем М. Г. Раевым. Начальниками УНКВД по Нахичеванской АССР, начиная с июля 1934 и по июль 1938 года, были П. Ф. Вакульчик, Н. М. Ходжаев, Г. И. Мамедов, Лисин (врид), А. К. Гранский (и.о.), А. А. Дасаев, М. А. Мехтиев. УНКВД по Нагорному Карабаху с июля 1934 по июль 1937 года возглавляли Р. А. Маркарян, Н. А. Брутенц, Т. Т. Саадян.
Хотя основной ударной силой проводимых репрессий стали органы НКВД, его сотрудники сами становились жертвами чисток. В конце 1937 года был арестован начальник отделения отдела управления государственной безопасности (УГБ НКВД Азербайджанской ССР) Эюб Касумов и по обвинению в «антисоветской деятельности» в апреле 1938 года приговорён ОСО НКВД к 5 годам лагерей. Прямо в кабинете Багирова в ноябре 1938 года был арестован нарком внутренних дел республики М. Г. Раев, который, по показаниям следователя Павла Хентова, принимал участие в избиении арестованных.

## Перед Большим террором: политические репрессии 1930-х годов

### Убийство Кирова

И. В. Сталин и А. А. Жданов у гроба Кирова.

1 декабря 1934 года в Смольном (Ленинград) безработный Л. В. Николаев застрелил руководителя Ленинградского обкома ВКП(б) — С. М. Кирова. Это убийство было использовано как повод для окончательной ликвидации оппозиционных лидеров и участников 1920-начала 1930-х годов. Сталин возложил вину за убийство С. М. Кирова на Л. Б. Каменева и Г. Е. Зиновьева и, вопреки возражениям НКВД, распорядился прорабатывать «зиновьевский след».
Сразу после убийства С. М. Кирова, в тот же день, Президиум ЦИК СССР принял постановление «О порядке ведения дел о подготовке или совершении террористических актов». Сталин участвовал в составлении документа, но написано оно было явно второпях, да и в печать документ вышел без названия. Позже он был существенно конкретизирован постановлением ««О внесении изменений в действующие уголовно-процессуальные кодексы союзных республик»», которое ввело понятие «террор» в рамках советского законодательства. Постановление Президиума ЦИК Союза ССР от 1 декабря 1934 года стало толчком к постепенному развёртыванию в стране массового террора.
Репрессивная кампания в Азербайджане, в первые месяцы после убийства С. М. Кирова ещё не приобрела серьёзных масштабов. Однако некоторые меры были приняты. По предложению ЦК Компартии Азербайджанской ССР, Политбюро 25 декабря вынесло решение о «высылке из Азербайджана в административном порядке в концлагеря с конфискацией имущества 87 семейств кулаков, злостных антисоветских элементов, в прошлом владельцев крупных капиталистических предприятий, беглых кулаков из других районов Союза».

### Последующие репрессивные акции в Азербайджанской ССР
Весной 1936 году в Баку прошли аресты, которым подверглись «троцкисты» и «националисты». Одного из первых арестовали директора консерватории, члена ревизионной комиссии Бакинского горкома партии, албанца по происхождению — А. Тринича, давно враждовавшего с М. Д. Багировым. Основанием для его ареста и исключения из партии послужило заявление А. Тринича за 1918 год, которое Багиров прочитал на апрельском заседании Бюро ЦК Компартии Азербайджана. Было ли оно кем-то найденное или сочинённое, но в нём содержалась просьба о принятии в охрану мусаватского парламента. В итоге А. Тринич покончил с собой во время следствия, проглотив пуговицу.
В ноябре агентами НКВД были арестованы десятки видных коммунистов, заподозренных в троцкизме, мусавате и шпионаже. Были исключены из партии и арестованы директор Бакинского университета Гасанбеков, директор государственного издательства Эминбейли, признанные этнологи, профессора А. С. Букшпан и Николаев, общественный и литературный деятель Вели Хулуфлу. Репрессиям подвергся даже личный секретарь Багирова Никишев, которого обвинили в том, что он агент мусавата и «террорист». В конце года М. Д. Багиров сообщал Сталину:

У нас вызывают сомнения некоторые ответственные работники Азербайджана: председатель комитета по делам искусств Рухулла Ахундов, нарком просвещения Мусеиб Шахбазов, зампред Азериттифага Ханбудагов Эйюб. Получив показания контрреволюционного троцкиста Окуджава Михаила в отношении Ахундова Рухулла, мы поручили органам НКВД произвести расследование. Что касается Ханбудагова Эйюба, то здесь в Москве при личной встрече с тов. Саркисовым выяснилось, что Ханбудагов действительно был активным троцкистом. Об этом тов. Саркисов дал письменную справку.

В этот период выявлялись «повстанческие» группы среди крестьянства, к примеру, в сёлах Али-Байрамлинского района, где по обвинению в подготовке контрреволюционного переворота было репрессировано всё мужское население Али-Байрамлы.
В декабре репрессии докатились и до провинциальных руководителей. НКВД арестовало всё руководство партии в Нахичевани, а первый секретарь Нахичеванского обкома партии М. Мехтиев предстал перед судом и был казнён за «связи с враждебными и преступными элементами». За ним последовали партийные секретари Али-Байрамлинского, Геокчайского, Казахского, Касум-Исмаиловского, Конахкендского, Ленкоранского, Норашенского, Самухского, Сураханского и Шамхорского районов.
К началу 1937 года группа руководящих партийных и советских работников была привлечена к уголовной ответственности с обвинениями политического характера. Среди арестованных в этот период был и бывший секретарь ЦК Компартии Азербайджана и Заккрайкома ВКП(б) Рухулла Ахундов.
В 1935-1936 годах в Азербайджане было репрессировано 128 видных деятелей партийного и государственного аппарата, что было меньше по сравнению с Грузией (186 человек) и Арменией (142 человека).

## Большой террор в Азербайджане: 1937 — 1938 годы

### Начало массового террора
Начало массовым репрессиям в СССР положил февральско-мартовский пленум ЦК ВКП(б), прошедший 23 февраля — 3 марта 1937 года в Москве, на котором И. В. Сталин выступил с докладом «О недостатках партийной работы и мерах ликвидации троцкистских и иных двурушников», повторивший свою доктрину об «обострении классовой борьбы по мере строительства социализма». В числе присутствовавших на пленуме был и Мир Джафар Багиров.
Вернувшись в Баку, 19 марта М. Д. Багиров созвал VI Мартовский пленум ЦК Компартии Азербайджана, проинформировав делегатов о результатах московского пленума. В своём выступлении Багиров, акцентируя внимание на уровень неграмотности и невежества значительной части населения республики, увидел причину того, что «реакция» действует. Свою речь он закончил открытой угрозой уничтожить всё руководство партии. Пленум вывел из состава ЦК председателя Госплана А. Фараджзаде, а также М. Джуварлинского, М. Гаджиева, М. Мамедова, А. Петерсона, М. Мехтиева, Г. Гусейнова, Л. Расулова, Гуревича, Б. Пирвердиева и кандидатов в члены ЦК М. Наибова, К. Багирбекова и Л. Мещерякова. Из всех выведенных лишь М. Наибов был исключён из партии.
21 марта М. Д. Багиров выступил на заседании Бакинского комитета АзКП(б), на котором пояснил степень ответственности руководителя за своих подчинённых: «Руководитель отвечает за кадры. Если руководитель окружил себя вредителями, гнильём и всякой другой сволочью и не видит этого, он не руководитель, он не большевик, он „шляпа“, а может быть, и враг. Много ли наши руководители нефтяного хозяйства выявили вредителей?». Обращаясь к залу М. Д. Багиров коснулся присутствующего наркома земледелия Г. Везирова: «Вы думаете, что Везиров завтра будет иначе работать и разгонит всю, которая ещё есть в его наркомате, сволочь? Ничего подобного». Далее он атаковал наркома просвещения М. Шахбазова и председателя ЦИК Азербайджанской ССР Султан Меджид Эфендиева. В заключении Багиров сказал:
Те товарищи, которые спрашивают, где же нам вскрыть все безобразия, я бы им сказал — в районах, на предприятиях, в школах, в цехах, в буровых партиях, в колхозах, в тракторных бригадах, МТС, вузах, учебных заведениях, театрах, кино... в милиции, в органах просвещения, на собраниях первичных партийных организаций, везде, куда враг или проник, пытался или будет пытаться проникнуть. Там по-настоящему раскрыть недостатки и ошибки, там начать борьбу, войну не на жизнь, а на смерть со всеми злейшими врагами нашей партии, нашего социалистического отечества. Об этом идёт речь... В условиях пограничной республики, в условиях многонационального Азербайджана мы должны каждого такого человека рассматривать как агента врага нашей партии, как предателя, изменника.
2 июля 1937 года Политбюро ЦК ВКП(б) приняло решение № П51/94 «Об антисоветских элементах». То, что инициатива принадлежала Сталину, свидетельствует собственноручно написанная им директива:
Секретарям обкомов, крайкомов и ЦК нацкомпартий

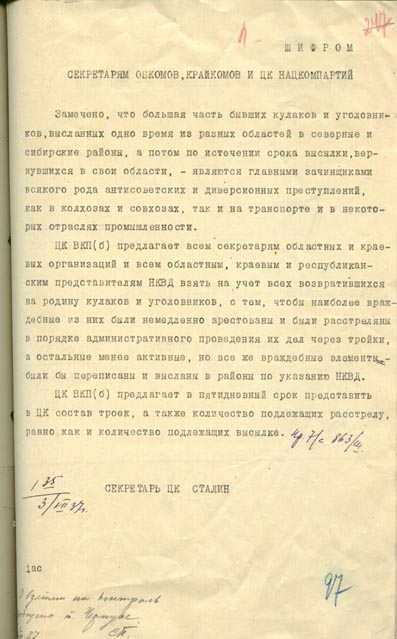
Решение Политбюро ЦК ВКП(б) от 2 июля 1937 года «Об антисоветских элементах»

Замечено, что большая часть бывших кулаков и уголовников, высланных в одно время из разных областей в северные и сибирские районы, а потом по истечение срока высылки вернувшихся в свои области, являются главными зачинщиками всякого рода антисоветских и диверсионных преступлений как в колхозах и совхозах, так и на транспорте и в некоторых отраслях промышленности.
ЦК ВКП(б) предлагает всем секретарям областных и краевых организаций, всем областным, краевым и республиканским представителям НКВД взять на учёт возвратившихся на родину кулаков и уголовников с тем, чтобы наиболее враждебные из них были немедленно арестованы и были расстреляны в порядке административного проведения их дел через тройки. Остальные, менее активные, но все же враждебные элементы, были бы переписаны и высланы
в районы по указанию НКВД.
ЦК ВКП(б) предлагает в пятидневный срок представить в ЦК состав троек, а также количество подлежащих расстрелу, равно как и количество подлежащих высылке.

Секретарь ЦК Сталин.

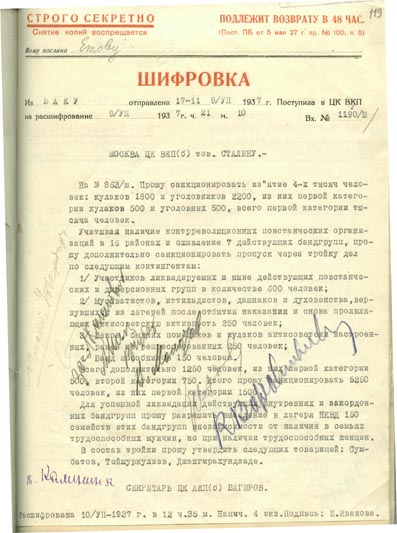
Шифротелеграмма от М. Д. Багирова И. В. Сталину с просьбой санкционирования «изъятия 4 тысяч человек: кулаков 1800 и уголовников 2200»

3 июля Политбюро ЦК ВКП(б) послало телеграммы секретарям обкомов, крайкомов, ЦК компартий союзных республик. 9 июля М. Д. Багиров отправил в Москву шифротелеграмму, в которой он информировал о численности подлежащих репрессии, запросив в отношении них санкцию. В шифротелеграмме также содержалась просьба на выселение в лагеря семей членов бандгрупп и передачи на рассмотрение троек дел в отношении иных групп населения. В состав «тройки» М. Д. Багиров предложил утвердить Ювельяна Сумбатова, Теймура Кулиева и Джангира Ахундзаде. На следующий день вышло постановление политбюро ЦК ВКП(б) об утверждении состава троек и лимитов репрессированных, в том числе по Азербайджану: «Утвердить тройку… по Азербайджанской ССР в составе т.т. Сумбатова, Теймура Кулиева и Джангира Ахундзаде. Утвердить намеченных к расстрелу кулаков 500 чел., уголовников 500 чел., и высылке кулаков 1 300 чел., уголовников 1 700 чел. Разрешить рассмотрение в тройке дел контрреволюционных повстанческих организаций с применением расстрела к 500 чел., высылки к 750 чел. и выселению в лагеря НКВД 150 семейств бандгрупп».
14 июля Политбюро ЦК ВКП(б) издало решение «О погранполосе в восточных республиках», предусматривающее «в целях усиления охраны государственной границы с Ираном и Афганистаном» создание в некоторых республиках пограничной полосы. В эту полосу вошли все районы Нахичеванской АССР, а также Астаринский, Астрахан-Базарский, Билясуварский, Джебраильский, Зангеланский, Зувандский, Карадонлинский, Карягинский, Ленкоранский и Масаллинский районы Азербайджана. На НКВД была возложена задача выселить из всех этих районов «весь неблагонадёжный элемент». В самой пограничной зоне устанавливался особый режим проживания и передвижения, а расселение же в этом месте иностранцев было возможным лишь с разрешения правительства СССР. Народному комиссариату иностранных дел также поручалось «денонсировать конвенцию с Ираном об упрощённых переходах границы жителями пограничных местностей». По мнению историка Э. Исмаилова это решение стоит рассматривать в контексте политики создания всеобщей подозрительности по отношению к шпионам и диверсантам, которые «наводнили» и продолжают проникать в страну.
Во исполнение решения Политбюро ЦК ВКП(б) от 2 июля, 30 числа вышел приказ НКВД № 00447 «Об операции по репрессированию бывших кулаков, уголовников и других антисоветских элементов», который на следующий день был одобрен Политбюро ЦК ВКП(б). В соответствии с приказом к репрессируемым лицам относились:
- Бывшие кулаки, вернувшиеся после отбытия наказания или сбежавшие из лагерей и трудовых поселений; скрывающиеся от раскулачивания и уличённые в антисоветской деятельности.
- Бывшие кулаки и социально опасные элементы, которые находились в повстанческих, фашистских, террористических и бандитских формированиях.
- Члены антисоветских партий (эсеры, грузинские меньшевики, мусаватисты, иттихадисты и дашнаки), реэмигранты, скрывающиеся от репрессий, бежавшие из мест заключения и ведущие активную антисоветскую деятельность.
- Участники казачьих и белогвардейских организаций.
- Наиболее активные антисоветские элементы из бывших кулаков, карателей, бандитов, белых, сектантских активистов, церковников и прочих, которые содержатся в тюрьмах, лагерях, трудовых поселениях и колониях.
- Уголовники, а также преступники, которые содержатся под стражей, но чьи личные дела судебными органами ещё не рассмотрены.
- Уголовники, находящиеся в лагерях и трудовых поселениях, и ведущие там преступную деятельность.

С началом создания «троек» и до осени 1938 года репрессии в Азербайджане достигли своего апогея. Репрессиям подвергались лица вне зависимости от национальной принадлежности. В 1937 году в Азербайджане подверглись арестам 57 директоров заводов и промыслов, 95 инженеров, 207 советских и профсоюзных работников, 8 профессоров. Практически все они были уничтожены. В 1937 году только «тройкой» за политические преступления были приговорены к расстрелу 2792 человек, а ещё 4425 человек — к длительным срокам лишения свободы.
В числе репрессированных оказались азербайджанцы, русские, армяне, евреи и другие национальности. Так, к уголовной ответственности по обвинению в контрреволюционной деятельности были привлечены сотни работников Каспийского пароходства, большая часть которых состояла из русских, армян, евреев, а азербайджанцев было лишь несколько человек.
Прокурор Азербайджанской ССР А. Бабаев в справке, представленной в 1955 году первому секретарю ЦК Компартии Азербайджанской ССР И. Мустафаеву, следующим образом обрисовал то время:

По данным НКВД, все слои населения Азербайджана были охвачены контрреволюционной деятельностью и являлись членами самых разнообразных контрреволюционных организаций. Старые партийцы-подпольщики объявлялись врагами Советской власти, руководящие партийные и советские работники буквально на ходу вербовали друг друга в различные контрреволюционные организации, армяне становились мусаватистами, русские рабочие боролись за установление буржуазно-националистической власти в Азербайджане, а дряхлые профессора зачислялись в боевики террористических формирований.
Политическая и культурная отсталость многих работников НКВД приводила к тому, что арестованным предъявлялись самые нелепые обвинения, как например, вредительство путём выпуска недоброкачественной бумаги-мухомора, вредительская поломка колеса арбы, отторжение Азербайджана от ЗСФСР и превращение в союзную республику и, наконец, отделение Азербайджанского Государственного Университета от государства.

#### Чистка в Азербайджанской горно-стрелковой дивизии им. Серго Орджоникидзе
Начиная с 1936 года в рядах РККА начались аресты. 11 июня 1937 года перед Специальным судебным присутствием Верховного Суда СССР предстали маршал М. Н. Тухачевский и ещё 7 человек (И. Э. Якир, И. П. Уборевич, Р. П. Эйдеман, Б. М. Фельдман, А. И. Корк, В. М. Примаков, В. К. Путна). Согласно обвинительному заключению, все обвиняемые являлись членами антисоветской троцкистской военной организации, связанной с Л. Д. Троцким, его сыном Л. Седовым, осуждёнными в январе 1937 года Г. Л. Пятаковым и Л. П. Серебряковым, уже арестованными к тому времени Н. Бухариным и А. Рыковым, а также германским Генштабом. Целью организации был объявлен насильственный захват власти в СССР в обстановке военного поражения от Германии и Польши.
Начавшаяся кампания против командного и начальствующего состава Красной Армии, которая после ареста и осуждения Тухачевского приняла наибольший размах, докатилась и до Закавказского военного округа. 16 июля М. Д. Багиров сообщил о «разоблачении» контрреволюционной организации, куда входили командир 77-й азербайджанской горно-стрелковой дивизии комдив Г. М. Везиров и начальник политотдела Д. А. Алиев. Они же являлись членами «националистической» организации. Комдив Г. Везиров будет арестован НКВД 29 июля и приговорён к расстрелу по обвинению в принадлежности к военному заговору. Жертвами репрессий станут такие военачальники Аздивии как комбриг Дж. Нахичеванский, Гасан Рахманов, бригадный комиссар Джабар Алиев и другие.
Назначенный на должность временно исполняющего командира дивизии полковник А. Аббасов и военный комиссар дивизии А. Дадашев 7 августа доложили командующему войсками Закавказского военного округа Н. В. Куйбышеву об увольнении ряда командиров, в том числе военкомдива Алиева, начштадива Алиева, комполка Мехтиева, начштаба полка Агаева и других. В течение последующих дней А. Дадашев проинформировал об увольнении ещё ряда лиц, но уже в телеграмме от 11 августа он сообщает об аресте А. М. Аббасова: "Врид комдив Аббасов арестован. Согласно вашего приказа назначил врид командивом Зюванова, врид наштадива капитана Туманяна. Полковника А. Аббасова обвинили в контрреволюционной деятельности. Особое совещание при НКВД в апреле 1938 года приговорила его к 8 годам исправительно-трудовых лагерей, но в сентябре 1941 года Верховный трибунал войск НКВД СССР вынес смертный приговор (по ст. 58-2, 58-8, 58-10 и 58-11 УК РСФСР). Телеграммы об арестах в 77-й дивизии продолжали поступать и осенью 1937 года. В течение 1937 года в Азербайджане аресту подверглись 110 военнослужащих. 

Комбриг Джамшид Нахичеванский

Репрессии в Красной Армии породили страх среди командиров и политработников, а с ним доносы и аресты. На смену репрессированным командирам приходили молодые кадры, чья квалификация и опыт ещё не отвечали в полной мере тому, чтоб руководить крупными соединениями и объединениями. Из-за чрезвычайно быстрой ротации командно-начальствующего состава постоянным явлением стало временное замещение должностей (вриды), также вызвавшее осложнение. «Вридами» должности порой рассматривались как временные, они старались избежать ответственности. Таким образом, уровень боеподготовки частей Красной Армии, в том числе кавказских национальных дивизий, за 1937—1938 годы резко упал. В ноябре 1937 года боеподготовка войск Закавказского военного округа оценивалась Военным советом округа как неудовлетворительная и главной причиной тому её командующий Н. В. Куйбышев назвал то, что «у нас округ обескровлен очень сильно». Если говорить об Азербайджанской дивизии, то ею руководил майор без опыта командной практики.
Национальные части, соединения, военные училища и школы РККА во исполнении постановления ЦК ВКП(б) и СНК СССР от 7 марта 1938 года подверглись переформированию в общесоюзные с экстерриториальным комплектованием. Такое решение, по мнению Р. Зейналова, явилось ошибочным мероприятием командно-административного способа управления страной Сталинской эпохи, в результате чего вооружённые силы перед нападением Германии на СССР оказались ослабленными.

#### Репрессии в отношении руководства республики и членов партии
По оценке немецкого историка Йорга Баберовски «с начала лета 1937 г. до осени 1938 г. Азербайджан фактически оказался без управления». Только в 1937 году были арестованы 22 наркома, 49 секретарей райкомов, 29 председателей райисполкомов; 18 наркомов и все секретари райкомов погибли за этот год. Вместе с наркомами земледелия, просвещения и юстиции погибли их заместители и почти все сотрудники подчинённых им ведомств. Но при этом Азербайджан стал единственной республикой, избежавшей в годы репрессий смены Первого секретаря ЦК партии: Багиров оставался в данной должности до 1953 года.
Арестам ряда партийных и государственных работников предшествовали заявления в их адрес. Получив смертный приговор, начальник пароходства «Каспар» Иван Меняйлов назвал 138 сообщников, вместе с которыми занимался вредительством. Среди них упоминался бывший начальник политотдела «Каспара», а на тот момент Первый секретарь Нахичеванского обкома партии Гасан Рахманов, чей брат Гусейн Рахманов возглавлял азербайджанское правительство. Э. Исмаилов полагает, что в связи с этим Багиров обратился к Сталину с предложением снять Гасана Рахманова и невозможности за его братом сохранять должность главы правительства. 26 сентября 1937 года И. В. Сталин послал шифртелеграмму в ЦК КП(б) Азербайджана:
Баку. ЦК компартии Азербайджана БАГИРОВУ

ЦК ВКП(б) санкционирует арест Усейна Рахманова и Гасана Рахманова. Просим Вас тщательно очистить Нахичеванскую республику, загаженную Гасаном Рахмановым, от всякой нечисти. Имейте в виду, что Нахреспублика является наиболее опасным пунктом во всём Закавказье. Нужно поставить там настоящее большевистское проверенное руководство. Юсуф Касимов будет направлен к Вам.
Был репрессирован весь руководящий состав Нагорно-Карабахской автономной области. Подвергнутый аресту первый секретарь Мардакертского райкома партии О. Котанджян назвал первого секретаря Нагорно-Карабахского обкома Погосова в числе тех лиц, которые вовлекли его в армянскую националистическую организацию. На пленуме ЦК Компартии Азербайджанской ССР, состоявшемся в октябре 1937 года, последний был выведен из состава ЦК и позднее осуждён вместе с другими партийными работниками-армянами.
Были арестованы четыре пятых народных судей Азербайджана, почти полностью обескровлен аппарат прокуратуры Азербайджанской ССР. После того как первый секретарь Кировабадской партийной организации Мустафаев заявил о том, что суд и прокуратура не достаточно решительно боролись с преступными элементами в колхозах, весной 1937 года аресту подверглись практически все судьи и прокуроры Кировабадского района. Как пишет Баберовски: «Багировская охота за ведьмами поставила партийно-хозяйственный аппарат Азербайджана на грань саморазрушения и ввергла республику в пучину ужаса».
Репрессии оказались на руку М. Д. Багирову, который воспользовался сложившейся ситуацией для уничтожения своих политических противников. По сведениям, относящимся к маю-июню 1937 года, зафиксированы попытки некоторых азербайджанских коммунистов (нарком просвещения М. Джуварлинский, Г. Султанов) передать в Москву жалобу на М. Д. Багирова, закончившиеся для них трагически.
В числе подвергнутых репрессиям оказался Чингиз Ильдрым. В прошлом он, один из ключевых фигур апрельского переворота 1920 года, занимал должность наркома по военным и морским делам республики. Во время Большого террора его, на тот момент директора завода в Кривом Роге, доставили в Баку как «сына бека», где подвергли пыткам, а затем переправили в Москву и расстреляли там. За ним последовал бывший председатель АзЧК Эйюб Ханбудагов, которому припомнили националистические выпады в 1924 году. На последнего давал показания Г. Султанов. В ноябре 1937 года «тройка» ""осудила на восемь лет заключения старого ветерана партии (с 1907), Героя труда Сумбата Фатализаде, который скончался в лагерях.
Во избежание ареста некоторые коммунисты сходили с ума и кончали жизнь самоубийством. Так, управляющий нефтяным трестом «Азнефть» Р. И. Гульбис летом 1937 года на бакинском вокзале бросился под поезд, узнав о скором аресте.
Репрессии уничтожили бoльшую часть руководства Компартии Азербайджанской ССР, лишив её среднего класса. Жертвами террора стали почти все члены «Гуммет», кроме М. Б. Касумова и Ю. Касимова, получивших тюремный срок. Была уничтожена «старая гвардия» коммунистической элиты. Среди наиболее ярких представителей социализма, ставших жертвами террора, были такие лица как Д. Буниатзаде, С. М. Эфендиев, Г. Султанов, его жена А. Султанова, Т. Алиев, Р. Ахундов, репрессии унесли жизни У. Рахманова, Ч. Ильдрыма, М. Д. Гусейнова, М. Кулиева, А. Караева, Г. Мусабекова, И. Довлатова.
Хотя численный состав Компартии Азербайджанской ССР на протяжении своей ранней истории снижался и увеличивался, за время Большого террора пришлось одно из уменьшений (заметим, что причиной снижения может служить не только казнь или заключение, но также исключение из партии или другие причины). Если перед Большим террором, на 1 января 1937 года численный состав Компартии(б) Азербайджана составлял 47,194 членов и кандидатов в члены, то к 1 января 1938 года он упал до 45,331 коммуниста. В течение времени, прошедшего с момента конференции Бакинского комитета партии в мае 1937 года, органами НКВД на 1938 год было арестовано 36 членов и 4 кандидата в члены горкома. Снижение наблюдается и в промежуток времени между съездами Компартии Азербайджана. Если во время XIII съезда АКП(б), прошедшего 3-9 июня 1937 года, партия насчитывала 34,211 членов и 12,906 кандидатов в члены (всего 47,117 коммунистов), то спустя год, на момент XIV съезда АКП(б) (7-14 июня 1938 года) числилось 32,135 членов и 12,494 кандидатов в члены (всего 44,629 коммунистов). Однако после Большого террора фиксируется резкое увеличение численного состава АКП(б) (к 1 января 1939 года и вообще во время XV съезд АКП(б), состоявшегося 25 февраля-1 марта, числилось 56,548 коммунистов).
Чистки положили новому стилю партийного управления. По выражению партийного секретаря Нагорного Карабаха Варунца
Надо прямо сказать, что начиная с момента, когда у руководства Закавказской и Азербайджанской партийных организаций стали т.т. Берия и Багиров, стиль работы значительно изменился и в партийную организацию успешно внедряется сталинский стиль работы. Исчезло навсегда в Азербайджане равнение по людям «кто, чей человек?» Исчезли склоки и дрязги, исчезла групповая борьба, которая так долго разъедала здоровый организм партийной организации Азербайджана.

##### Шемахинский процесс

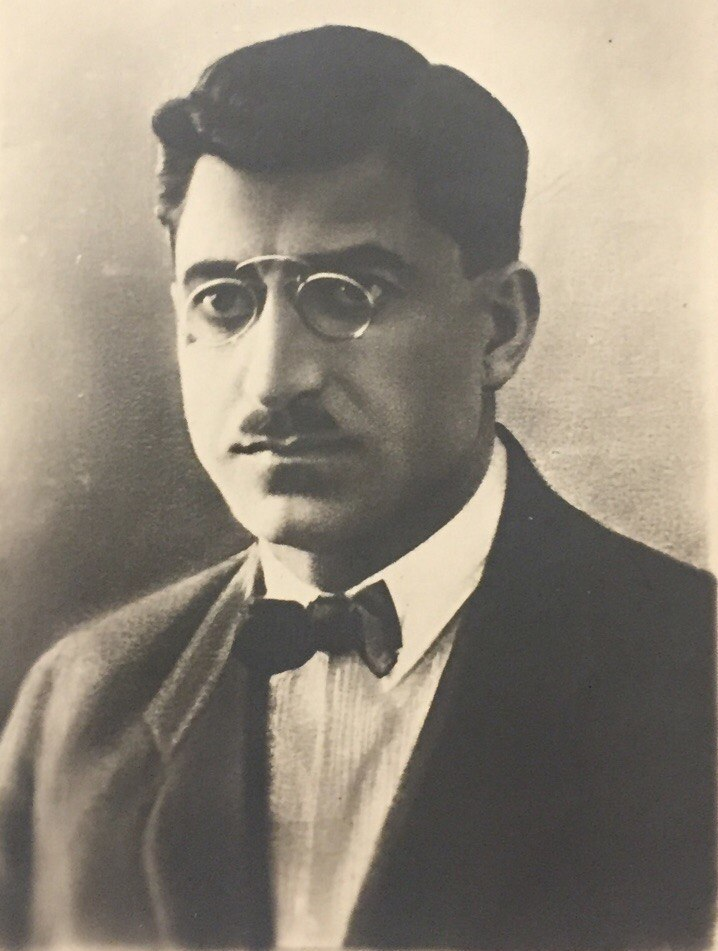
Гамид Султанов

27 октября 1937 года началось заседание по «шемахинскому делу», продолжавшиеся до 2 ноября. Главным обвиняемым на процессе стал Гамид Султанов. Будучи видным революционным деятелем Азербайджана, он в своё время состоял членом ЦК организации «Гуммет», наркомом внутренних дел и председателем СНК Нахичеванской АССР. Его супругой являлась одна из первых азербайджанских женщин-революционерок, нарком юстиции Айна Султанова, а её брат Газанфар Мусабеков в своё возглавлял правительство республики и был председателем ЦИК СССР от ЗСФСР.
Вместе с Г. Султановым на скамье подсудимых оказались ещё тринадцать человек: первый секретарь Шемахинского райкома партии Хальфа Гусейнов, экс-председатель Шемахинского райисполкома Исрафил Ибрагимов, бывший второй секретарь Шемахинского райкома партии Арам Авалов, прокурор района Ахмед Амиров, директор винодельческого совхоза Алисахиб Мамедов, зав. земельным отделом района Георгий Юрханов, главный ветеринар района Агалар Калантаров, начальник дорожного отдела Мамед Мирза Эйбалиев, председатель колхоза Мирали Таривердиев, складчик колхоза Сирадж Джабиев, секретарь парткома колхоза Али Садыхов, председатель сельсовета Бабалы Бекиров и сельский житель Мамед Гусейнов.
Г. Султанов признался в том, что входил вместе с Р. Ахундовым, С. М. Эфендиевым, Г. Мусабековым, Г. Везировым, Д. Буниатзаде, Г. Сафаровым и Э. Ханбудаговым в «контрреволюционный, националистический центр, созданный с целью свержения Советской власти, отторжения Азербайджанской ССР от СССР, восстановления капиталистической собственности. Центр осуществлял подготовку террористических актов против руководителей партии и правительства, вредительство в народном хозяйстве, шпионаж». Руководителем этого центра был назван Ахундов, и исполнителями директив руководители Шемахинского района. Остальные обвиняемые дали аналогичные показания.
Суд приговорил девятерых к смертной казни: Г. Султанова, Х. Гусейнова, И. Ибрагимова, А. Амирова, А. Авалова, Г. Юрханова, А. Мамедова, А. Калантарова и М. Гусейнова. Остальные получили от 8 до 20 лет лагерей. Стоит также сказать, что в живых не остался ни один соратник Гамида Султанова.

##### Гибель Алигейдара Караева
Алигейдар Караев относился к видным государственным и партийным деятелем. В прошлом он примыкал сначала к меньшевистскому, а затем большевистскому течениям «Гуммет». Состоял депутатом парламентом как меньшевистской Грузии, так и мусаватского Азербайджана. При новой власти  возглавлял наркоматы юстиции и труда, по военным и морским делам Азербайджанской ССР; являлся членом Азревкома. До конца 1920-х годов он занимал ведущие позиции в Компартии Азербайджана (АКП(б)), а также различные должности в партийных организациях Закавказья и Союза ССР; работал директором вечернего отделения Истории партии Института Красной профессуры, заведовал Восточным отделом исполкома Коминтерна. 

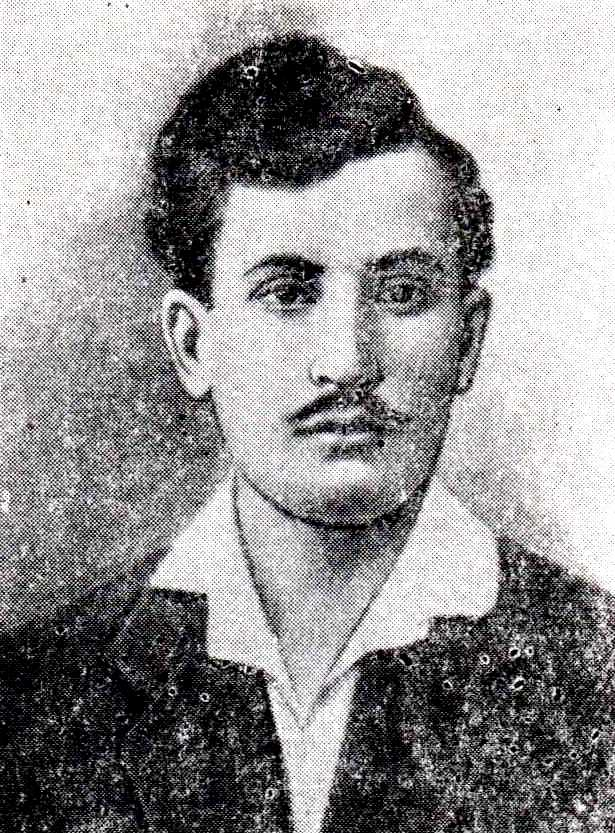
Алигейдар Караев

Будучи секретарём ЦК Компартии республики он 1928—1929 годах пытался пресекать антипартийные действия М. Д. Багирова и поднимал вопросы о поведении последнего перед президиумами ЦК АКП(б) и Заккрайкома. М. Д. Багиров в свою очередь составлял заявления на А. Караева, копии которых передавал Л. П. Берия.
В 1936 году, воспользовавшись появлением в журнале «Партработник Закавказья» отрицательной рецензии на книгу А. Караева «Из недавнего прошлого» 1926 года издания, М. Д. Багиров обратился к Н. И. Ежову с просьбой о привлечении того к ответственности. Более того, руководитель Азербайджана донёс на якобы сокрытие А. Караевым своего членства в меньшевистской организации. Партколлегия КПК 3 февраля 1937 года, рассмотрев вопрос, не нашла оснований для обвинения в сокрытии А. Караевым своего прошлого.
Тем не менее спустя несколько месяцев по предложению НКВД Азербайджанской ССР А. Караева вместе с супругой арестовали в Москве и доставили в Баку. Ему предъявили различные обвинения от сокрытия своего меньшевистского прошлого до участия в руководстве контрреволюционной националистической организации (с 1933 года), причём он объявлялся инициатором отторжения Азербайджанской ССР от СССР, а также вредительства, диверсий и подготовки терактов, в частности, против М. Д. Багирова. А. Караев оговорил как себя, так и М. Орахелашвили, Р. Ахундова и других лиц, но вскоре отказался от своих показаний, назвав их на суде ложными. 21 апреля 1938 года Алигейдара Караева приговорили к расстрелу.
Репрессии стали трагедией для семьи Караевых. Супруга Хавер Шабанова-Караева выйдет на свободу в 1954 году и будет реабилитирована. Брат Али-Овсат Караев сбежит на Дальний Восток и незадолго до своей смерти в 1988 году оставит воспоминания. В одном из номеров «Бакинского рабочего» будут процитированы следующие его строки: «из 11 членов семьи Караевых (мать, отец, семь братьев и две сестры) в живых осталось только два брата, а остальные или уничтожены, или погибли, или ушли из жизни инвалидами. Останки их, разбросанные на огромной территории страны, нам удалось собрать и захоронить в Баку. Рядом с могилами матери и отца находится символическая могила брата Али Гейдара, где вместо его останков захоронена священная земля, привезённая из могилы нашего прадеда». Клеймо «сына врага народа» давала о себе знать для сына А. Караева — лауреата Государственной премии СССР, геофизика Назима Караева (судьба Караевых схожа с судьбой других родственников партийных, государственных деятелей и представителей интеллигенции).

#### Репрессии в системе народного хозяйства
| |  |
| Арестованные в 1936 и 1937 годах директор конторы бурения треста «Кагановичнефть» Ашраф Алиев и директор Текстильного комбината в Гяндже Теймур Асланов |  |

"В 1938 году также по указанию Багирова были арестованы заместитель] председателя СНК Азербайджанской] ССР Халилов М., нарком земледелия Мамедов А., нарком торговли Асадуллаев И., нарком легкой промышленности Алиев И., уполномоченный наркомата связи Родионов Е., ответственный работник СНК Азербайджанской] ССР Любарский-Новиков Б. Г., в отношении которых сообщники Багирова сфальсифицировали обвинение как на руководителей нового, так называемого «запасного правотроцкистского центра контрреволюционной националистической организации». Все они, за исключением Люборского-Новикова, были депутатами Верховного Совета СССР первого созыва (палата национальностей). «После применения к указанным лицам избиений и пыток сообщниками Багирова от них были получены вынужденные ложные показания на большое количество невиновных людей, в результате чего незаконно было арестовано и осуждено к расстрелу или к длительному сроку лишения свободы свыше трехсот руководящих партийных и советских работников». Однако в 1939 году все обвиняемые отказались от своих показаний, вследствие чего дело несколько раз возвращалось на доследование. В конце-концов всех «руководителей» обвинили во вредительстве в народном хозяйстве в контрреволюционных целях и в 1941 году осудили на длительные сроки заключения. В заключении погибли Халилов, Асадуллаев и Родионов. В апреле 1955 года все осужденные были реабилитированы. Искендер Алиев после 18 лет заключения в Карлаге вернулся в Баку и участвовал в апреле 1956 года на судебном процессе против Багирова и его сообщников в качестве одного из главных свидетелей обвинения. Это дело упоминается в тексте приговора Багирову и его сообщникам.

#### Репрессии интеллигенции
Баку 1920—1930-х годов являлся центром культурной жизни всех тюркских народов. Здесь проживали и работали видные представители интеллигенции Татарстана, Узбекистана, тюркоязычного Крыма, Турции и др., почти все из которых погибли. По словам американского историка Тадеуша Свентоховского, интеллигенция стала главной жертвой репрессий; на её долю выпало 29 тысяч смертных приговоров. Интеллигенция, как отмечает Т. Свентоховский «практически перестала существовать как социальная сила с чувством исторической миссии, своим этосом и корпоративным духом».

##### Поэты и писатели
По сравнению с казахской, азербайджанская литература в 1937—1938 годах, возможно, пострадала меньше, но, вероятно, больше всех литератур Закавказья. В числе репрессированных оказалось большинство писателей, сложившихся до революции, а также ряд литераторов советского поколения.
Ещё 17 мая в газетах «Коммунист» и «Бакинский рабочий» появились статьи против поэтов Ахмеда Джавада и Гусейна Джавида, а также других писателей, отнесённых к «махровым мусаватистам, пантюркистам и националистам». В ночь на 4 июня 1937 года арестовали поэтов Ахмеда Джавада, Микаила Мушфига, Гусейн Джавида, Санылы, писателя Мусаханлы.
Поэт Ахмед Джавад — автор слов к гимну Азербайджана. Какое-то время он состоял в партии «Мусават» и в 1923 году его даже арестовали как участника подполья. Арестованный уже в 1937 году поэт, по завершении следствия, был обвинён по ст. 69, 70 и 73 УК Азербайджанской ССР, причём в обвинительном заключении он фигурировал как член «к.-р. троцкистско-националистической организации» и «кадровый мусаватист». Ахмеда Джавада судили вечером 12 октября и на следующий день расстреляли. Его супруга после этого была арестована и как «член семьи изменника Родины» осуждена на 8 лет, оказавшись в лагере в Северном Казахстане. Позднее она указывала, что её мужа арестовали по указанию М. Д. Багирова.
Очень короткую жизнь прожил талантливый поэт Микаил Мушфиг (29 лет). По воспоминаниям он искренне принимал существующий строй, а его произведение «Сталин», как вспоминали азербайджанские писатели, «было тогда самым сильным из всех стихотворений, написанных в то время о Сталине». Согласно Ярославу Смелякову поэт стал «жертвой клеветнического доноса». Мушфиг на следствии вынужден был сказать, что в школе подпал под контрреволюционное влияние своего учителя и дружил с писателями-националистами. Поэта судили и расстреляли 5 января 1938 года.
В январе 1940 года на основании показаний ряд репрессированных было вынесено постановление об аресте писателя Юсифа Везирова, известного под псевдонимом Чеменземинли. Ещё в 1937 году Везиров был исключён из Союза писателей Азербайджана за свой роман «Студенты», а также уволен со всех занимаемых должностей. В связи с этим Везиров вынужден был уехать в Ургенч, где преподавал в Учительском институте. В 1940 году в Ургенче Везиров был арестован и доставлен в Баку. Он был обвинён в участии в контрреволюционной мусаватистско-националистической организации и ведении пантюркистской и троцкистской пропаганды и осужден на 8 лет заключения в исправительно-трудовой лагерь. Погиб в заключении в лагере Унжлаг на станции Сухобезводное 3 января 1943 года.
Писатель и бывший ректор АГУ Таги Шахбази был арестован в июле 1937 года. Он был обвинён в том, что «был членом контрреволюционно-националистической организации». 2 января 1938 года Шахбази был приговорён к высшей мере наказания и расстрелян в этот же день.
В целом репрессиям подверглась почти половина тогдашнего состава Союза писателей Азербайджана — 27 её членов, среди которых были также Султан Меджид Ганизаде, Омар Фаик Неманзаде, Мамед Кязим Алекперли, Сеид Гусейн, Амин Абид и др.
Дело Гусейн Джавида

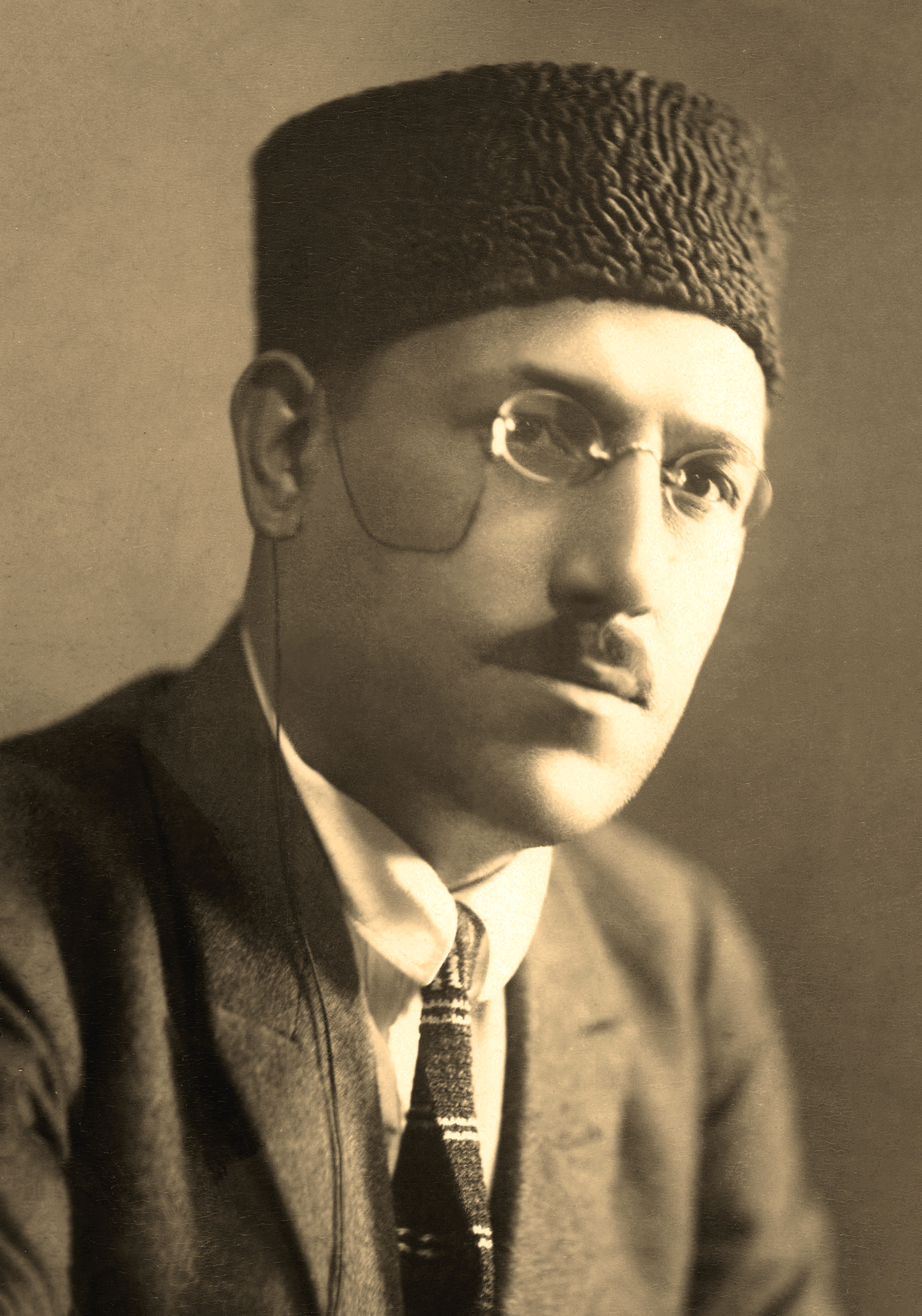
Арестованный в 1937 году поэт Гусейн Джавид

Поэт Гусейн Джавид уже в первое десятилетие своего творчества снискал всеобщее признание как крупнейший представитель азербайджанского прогрессивного романтизма XX века. Российские учёные Ф. Д. Ашнин, В. М. Алпатов, Д. М. Насилов полагают, что он и является самым авторитетным из арестованных в то время азербайджанских писателей. Заметим, что газеты 1920-х годов писали о нём как о «самом известном и прославленном поэте Кавказа», «самом могучем поэте в Азербайджане».
В качестве основания для его ареста стала поддержка контрреволюционных связей с «целым рядом мусаватистов, с коими ведёт мусаватские беседы… Группирует вокруг себя к.-р. национал. настроенных молодых поэтов, коих обрабатывает в мусаватском духе». Поэт виновным себя не признавал; на первом и втором заседании «тройки» решение по его делу вынести не смогли и он продолжал содержаться в тюрьме. Весной 1938 года, при новом руководстве НКВД Азербайджана, было составлено заключение, в соответствии с которым Гусейн Джавид обвинялся изобличённым по ст. 72 и 73 УК Азербайджанской ССР.
Особое совещание в Москве, куда отправили дело, не стало его рассматривать, а затем и вовсе — оно было возвращено в Баку. При перепроверке дела в Баку к ранее подтверждённым обвинениям добавилась ещё ст. 68 (шпионаж). Согласно обвинительному заключению «установлено, что Гусейн Джавид долгое время проживал в Турции, а затем в Германии и, по данным НКВД, Гусейн Джавид предназначался для шпионской работы». 9 июня 1939 года поэта приговорили к 8 годам лагеря, но в приговоре обвинение в шпионаже отсутствует. Гусейн Джавид скончался в 1941 году, согласно реабилитационному делу — в Заплаге (около Тайшета).

##### Деятели наук
Репрессии в АзФАН по делу о «всесоюзной пантюркистской организации»
Началу репрессий в Азербайджанском филиале Академии наук СССР (АзФАН ССР) и университете послужил арест Рухуллы Ахундова в декабре 1936 года. Уже в январе 1937 года были арестованы ряд учёных Азербайджана: Ханафи Зейналлы, Вели Хулуфлу и Бекир Чобан-заде. Последнего, вовсе, арестовали в Кисловодском санатории и спецконвоем этапировали в Баку. В ночь на 18 марта аресту подвергся историк Газиз Губайдуллин, после чего М. Д. Багиров опубликовал в газетах «Бакинский рабочий» и «Коммунист» статью против него. В своём выступлении на VI Мартовском пленуме ЦК Компартии Азербайджанской ССР, прошедшем 19-20 марта, М. Д. Багиров, говоря о возглавляемой Р. Ахундовым националистической работе на культурном фронте, заявил, что профессора Б. Чобан-заде и Г. Губайдуллин являются яркими представителями пантюркизма в Азербайджане. В ночь на 4 июня был арестован Х.-С. Ходжаев.
Критик и литературовед Х. Зейналлы приходился близким другом Р. Ахундову. Перед арестом он состоял учёным секретарём Института языка и литературы АзФАН. Тюрколог В. Хулуфлу был заместителем Р. Ахундова; он занимал также должность заведующего сектором истории АзФАН. Б. В. Чобан-заде — востоковед крымскотатарского происхождения, в 1920-х годах был членом Крымского ЦИК и одним из руководителей крымскотатарской партии «Милли фирка». После, в 1925 году он переехал в Баку и к началу 1937 года являлся профессором Бакинского университета, сотрудником АзФАН СССР. Профессор Г. С. Губайдуллин — первый татарский историк; является автором фундаментальных исследований по истории тюркских народов. Талантливый узбекский тюрколог Х.-С. Ходжаев работал научным сотрудником сектора истории АзФАН.

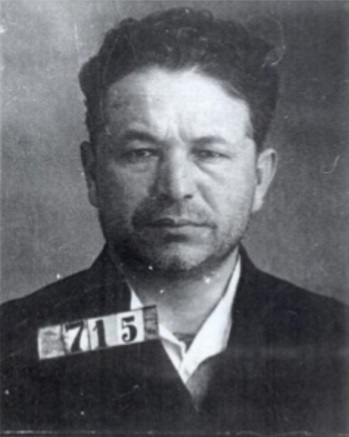
Бекир Чобан-заде (1893-1937)
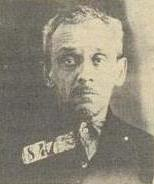
Газиз Губайдуллин (1887-1937)
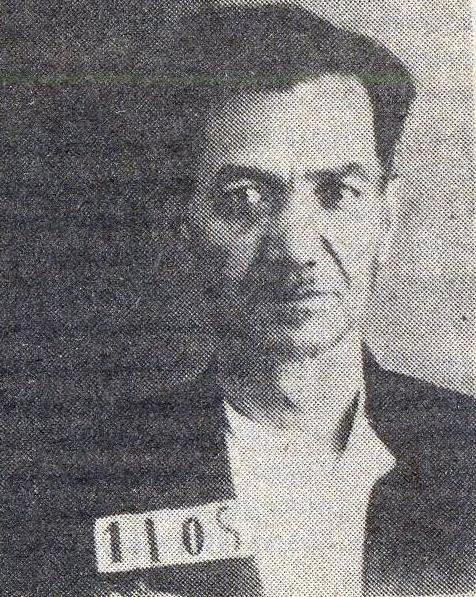
Халид-Саид Ходжаев (1893-1937)

На следствии Б. В. Чобан-заде заявил о существовании пантюркистского «Всесоюзного объединённого центра», якобы созданного в 1934 году. Во главе центра заместитель председателя Совнаркома РСФСР Т. Р. Рыскулов, а в числе его членов были названы бывший директор Московского института востоковедения, профессор С. Д. Асфендиаров, председатель облисполкома Карачаево-Черкесии О. Алиев, дагестанский просветитель А. Тахо-Годи, Г. С. Губайдуллин, сам Б. В. Чобан-заде и другие. Б. В. Чобан-заде, однако, лично не знал большинство из перечисленных им лиц, а с другими имел встречи несколько лет назад. В июле он дал показал на ведущего тюрколога, академика А. Самойловича, который вскоре также будет подвергнут аресту. Таким образом, постепенно образовалось дело о большой «общесоюзной, контрреволюционной, повстанческой, пантюркистской» организации.
Г. С. Губайдуллин в обвинительном заключении предстаёт как «один из идеологов пантюркизма на территории СССР». Ему инкриминировались обвинения в организации ряда «вредительских актов на промыслах Азербайджана» и шпионской деятельности (как «агент турецкой, немецкой и японской разведок»). Б. В. Чобан-заде обвинялся по ст. 60, 63, 70 и 73 УК Азербайджанской ССР. Х.-С. Ходжаев не был отнесён к числу руководителей организации, но согласно обвинению был назван её членом и «старым турецким разведчиком» одновременно.
В состав «тройки», прибывшей в Баку, вошли члены Военной коллегии Верховного суда СССР корвоенюрист И. О. Матулевич (председатель), бригвоенюрист И. М. Зырянов и Я. К. Жигура, а также четвёртый — секретарь, военный юрист 1-го ранга А. Ф. Костюшко. Их также сопровождал представитель Прокуратуры СССР корвоенюрист Р. С. Розовский. Суд, проходивший с 11 по 13 октября, вынес смертный приговор учёным Б. В. Чобан-заде, Г. Губайдуллину, Х. Зейналлы, Г. Билендерли, Б. Тихомирову (ректор Института истории партии и декан истфака АГУ), А. Букшпану, Х.-С. Ходжаеву, А. Саламзаде, Б. Гасанбекову, партийным руководителям М. Гусейнову и М. Джуварлинскому и другим. Всех приговорённых за эти дни казнили в последний день суда — 13 октября 1937 года.
Другие учёные

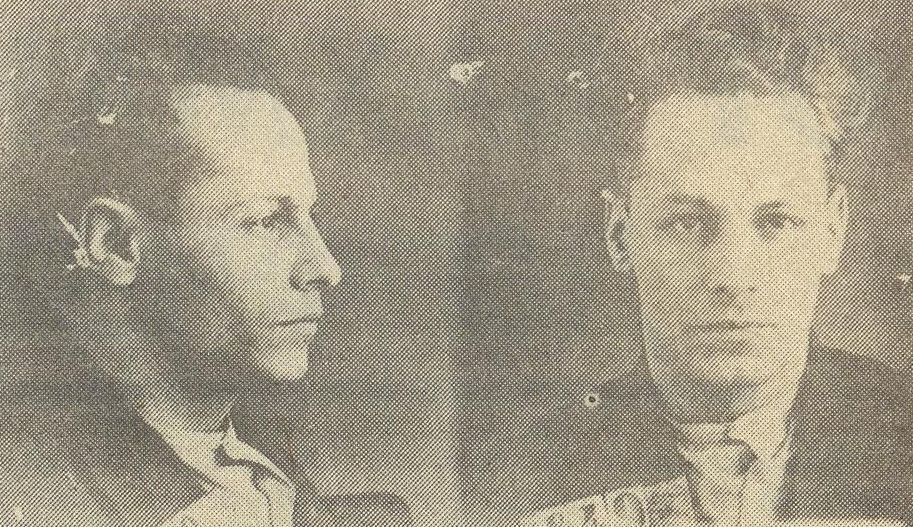
Фотографии арестованного в 1937 году Али Назима из следственного дела

Литературоведы, писатель Салман Мумтаз и научный сотрудник Института языка и литературы АзФАН Али Назим получили 10 лет лагерей. Первый скончался в 1941 году в Соль-Илецкой тюрьме, а второй, по одним данным, в том же году
Поэта и историка азербайджанской литературы М. Рафили исключили из Союза писателей Азербайджана за то, что «протаскивал в лит-ру идеи контрревол. пантюркизма… яростно выступал против азерб. нар. поэзии, отстаивал формалистические тенденции». Его обвинили в участии во Всесоюзном объединённом центре, созданного в 1934 году (глава Т. Р. Рыскулов), но не позднее 1939 году освободили.
В конце 1937 года арестовали А. Алекперова, одного из первых археологов и этнографов-азербайджанцев и основателей археологической и этнографической науки в Азербайджане; он заведовал сектором археологии Азербайджанского государственного научно-исследовательского института и руководил отделом истории материальной культуры Института истории, археологии и этнографии АзФАН. В своё время академик И. И. Мещанинов, характеризуя его, писал, что он «не без основания считается одним из лучших знатоков края». А. Алекперов погиб в 1938 году в заключении.
Репрессиям подвергся директор Фундаментальной библиотеки АГУ Агамир Мамедов (обвинён в контрреволюционной деятельности, пантюркизме, троцкизме и расстрелян в 1938 году).
Судьба языковедов Идриса Гасанова и Гулама Багирова

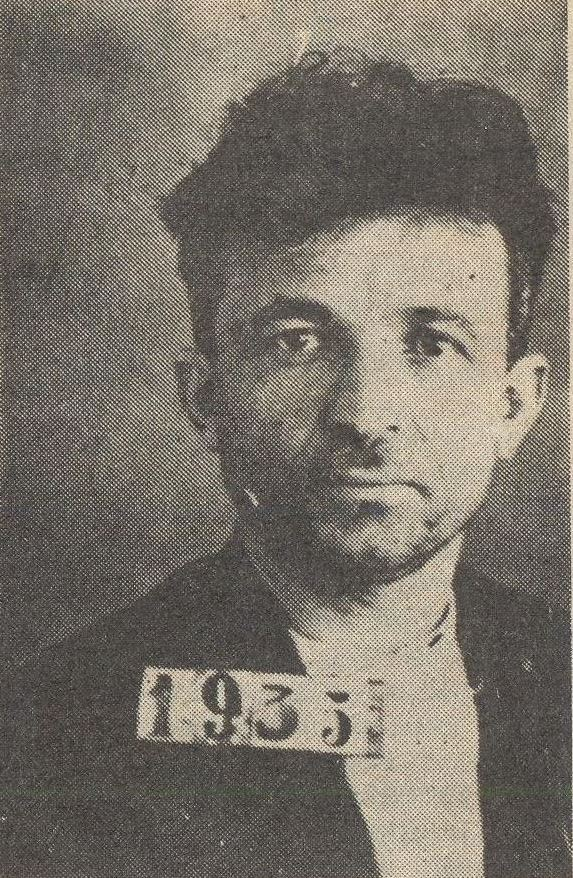
Идрис Гасанов был арестован в 1938 и 1949 годах

Трагичной оказалась судьба языковеда, кандидата филологических наук Идриса Гасанова. Он являлся профессором Азербайджанского педагогического института, АзФАН, где у него имелись конфликты с коллегами. Осенью 1937 года И. Гасанов на короткое время стал и. о. директора Института истории, языка и литературы АзФАН (ИИЯЛ).
Основанием для его ареста стали показания Б. В. Чобан-заде, В. Хулуфлу и заведующего кафедрой Азербайджанского педагогического института А. Шарифова. В ответе АзФАН на запрос НКВД о деятельности И. Гасанова, подписанный директором ИИЯЛ А. А. Климовым и новым руководителем отдела языка Кулиевым, говорилось о том, что И. Гасанов «долгое время проводил пантюркистскую и вредительскую работу в области азербайджанского языка» и перечислялись другие обвинения.
Этот ответ в любом случае прибавил следствию возможности для обвинения, но, возможно, здесь повлияли плохие личные отношения, которые сложились у учёного со многими сотрудниками института. Особое совещание в 1939 году осудило его на 8 лет и он полностью отбыл весь этот срок, выжив на Колыме. Но в 1948 году вышла секретная инструкция, подписанная Л. П. Берия, об отправке на вечное поселение арестованных и отбывших срок. И. Гасанова в 1949 году вновь арестовали и вторично осудили по обвинениям 1939 года. Его приговорили к вечному поселению, отправив в Красноярский край, но дальнейшая судьба неизвестна.

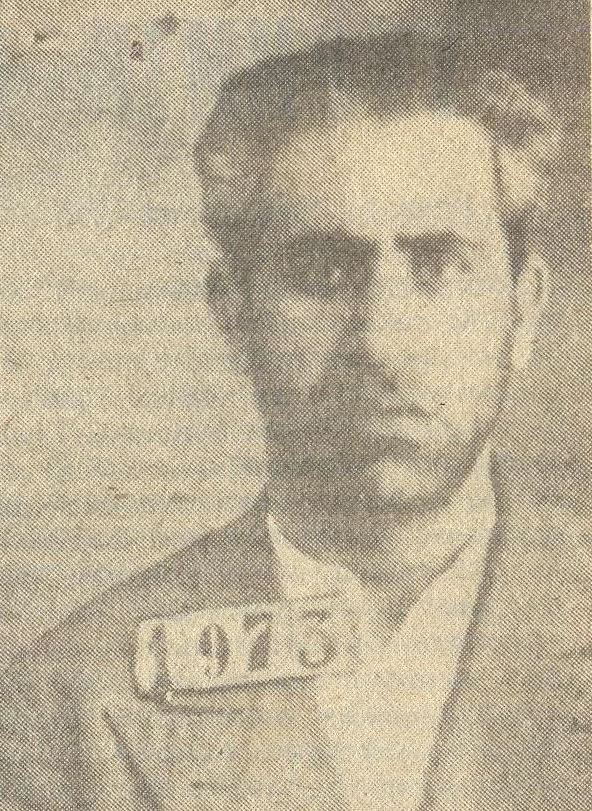
Гулам Багиров. Арестован в 1938 и 1949 годах. Прижизненно реабилитирован в 1956 году.

Похожим образом сложилась история языковеда Гулама Багирова. Он работал заведующим сектора языка АзФАН, а затем — заместителем директора Института языка и литературы АзФАН, коим тогда был А. Р. Зифельд-Симумяги. Г. Багиров находился с Б. В. Чобан-заде в одной палате в Кисловодске, когда того арестовали. По возвращении в Азербайджан его уволили из института и исключили из кандидатов в члены партии. Он был арестован 4 апреля 1938 года. На допросе Г. Багиров показал, что в сентябре 1936 года его «завербовал» Вели Хулуфлу, хотя сам В. Хулуфлу не давал показания на него.
Будучи приговорённым в 1939 году к восьми годам лагерей, Г. Багиров также выжил на Колыме и в 1949 году его вновь арестовали. Как и в случае с И. Гасанова, ему предъявили старые обвинения, но «данных об антисоветских проявлениях со стороны Багирова после возвращения в Азербайджанскую ССР не добыто». Особое совещание вынесло в 1949 году постановление о вечном поселении. В отличие от И. Гасанова, Г. Багирова сослали в Джамбульскую область Казахстана и он в очередной раз выжил. Освободившись в 1954 году, он вернулся в Азербайджан. В апреле 1956 года его реабилитировали по обвинениям 1939 и 1949 годов.

##### Деятели искусств
17 марта 1938 года по обвинению в участии в контрреволюционной мусаватской организации была арестована пианистка, создатель Бакинской восточной консерватории Хадиджа Гаибова (вместе с ней как «враг народа» была арестован также её муж Рашид Гаибов). Поводом же для ареста Гаибовой послужили полученные под пытками показания А. Фараджзаде. В доме музыканта, как в годы Азербайджанской демократической республики (АДР), так и в советские годы, собирались иностранные гости, турецкие офицеры, в том числе Буниятзаде и Кёпрюлюзаде. В 1937 году эти музыкальные вечера стали упоминаться в политическом контексте. Помимо этого брат первого мужа Гаибовой был секретарем в представительстве АДР в Стамбуле. Хадиджа Гаибова была приговорена к смертной казни и расстреляна в октябре 1938 года. Реабилитирована только в 1957 году.
Среди подвергнутых репрессиям деятелей искусства был руководитель музыкального отделения Бакинского русского рабочего театра Сергей Герасимович Паниев. За свои шутки и анекдоты по отношению к личности Сталина, Паниев был арестован и обвинён в контрреволюционной деятельности. В справке об аресте утверждалось, что Паниев периодически высказывал антисоветские контрреволюционные мысли, в июле 1936 года в столовой гостиницы «Новая Европа» дал буфетчику деньги, сказав «иди и убей Сталина» (шутка была расценена как террористическое отношение к тов. Сталину). В справке также отмечалось, что контрреволюционная деятельность Паниева отрицательно влияет на остальных актёров театра. За несколько дней до ареста Паниев был исключён из Союза композиторов Азербайджана и отстранён от работы из театра. В показаниях одного из свидетелей говорилось, что однажды Паниев недовольный вкусом супа, сказал, что он «подготовлен по программе партии». Помимо этого Паниев был обвинён в «русском шовинизме», в доказательство чего приводились его «далёкие от этики высказывания по отношению к актёрам Фатьме Кадри и Ульви Раджабу». В итоге Сергей Паниев был приговорён к 6 годам тюремного заключения и реабилитирован лишь в 1989 году.
Жертвами репрессий становились также актёры. Так, в 1937 году как «враг народа» был арестован, а позднее по сфабрикованному делу расстрелян актёр, заслуженный артист Азербайджанской ССР Ульви Раджаб.

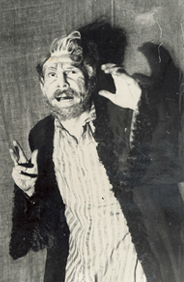
Аббас-Мирза Шарифзаде в роли Князя в одноимённой трагедии Гусейна Джавида. Шарифзаде позднее обвиняли, в числе прочего, и в пропаганде творчества уже репрессированного поэта, чьим другом он был

В декабре 1937 года был арестован актёр Азербайджанского драматического театра и главный режиссёр Театра оперы и балета, народный артист Азербайджана Аббас-Мирза Шарифзаде. Конфискованные у него записи на арабском шрифте позднее были занесены в папки в качестве «компромата» и «вещдока», свидетельствующие, как думали сотрудники НКВД, о его преступных связях с иранской разведкой. На актёра было составлено сфабрикованное следственное дело № 22134. Шарифзаде обвиняли в шпионаже в пользу Ирана. В качестве доказательства указывались его частые визиты в персидское консульство в Гяндже в 1932 году. В реальности же это были дружеские встречи, которые были организованы самим консулом, являвшимся большим поклонником азербайджанского театра, и любившего вечера в компании актёров. Другим серьёзным поводом к аресту была политическая деятельность родного брата Шарифзаде Гулам-Мирзы Шарифзаде, чиновника независимой Азербайджанской Демократической Республики в 1918—1920 годах, жившего к тому времени в эмиграции. Шарифзаде также обвиняли в пропаганде творчества репрессированных поэтов — Микаила Мушфига и Гусейна Джавида. Согласно следственному делу, в застенках НКВД Шарифзаде оказался только за то, что имел близкие связи с Гусейн Джавидом и Ульви Раджабом, которые были ложно обвинены в буржуазном национализме, а также за то, что имел контакты с Рухуллой Ахундовым, «обличённым» в руководстве подпольной контрреволюционной организацией. В октябре 1938 года «тройка» НКВД Азербайджанской ССР приговорила Аббаса Мирзу Шарифзаде к смертной казни «за шпионскую деятельность». В ноябре 1938 года Шарифзаде был расстрелян в подвалах НКВД.
Аресту подверглась актриса Азербайджанского драматического театра Памфилия Танаилиди. Её обвиняли в шпионаже в пользу Ирана и антисоветской пропаганде. П. Танаилиди гастролировала в Иране. Против неё были использованы похвалы в отношении иранских сигарет и встреча со старой знакомой гражданкой Ирана. Так, когда бывшая актриса бакинских театров Гевхар Газыева приехала из Ирана в Баку, то подарила своей старой подруге и коллеге Танаилиди иранские сигареты, которые Танаилиди похвалила, заметив, что «наши сигареты — мусор». Одним из основных обвинений следствия была именно эта встреча актрисы с гражданкой Ирана Газыевой «с целью шпионажа», а также дружба с арестованным как враг народа и повесившимся в камере публицистом Ахмедом Триничем. На длившемся всего 15 минут судебном заседании Танаилиди была приговорена к расстрелу. Приговор был приведён в исполнение в октябре 1938 года. Танаилиди до конца отказывалась признавать себя виновной. Она была реабилитирована лишь в 1957 году.

### Окончание Большого террора
Репрессии проводились в основном до ноября 1938 года. 31 января 1938 года политбюро ЦК ВКП(б) приняло решение «Об антисоветских элементах», согласно которому по Азербайджанской ССР 2000 человек подлежали осуждению к высшей мере наказания. За весь 1938 год были рассмотрены дела не менее чем 10000 человек. Осуждали как за политические и уголовные преступления, так и за антисоветскую агитацию, за умысел на террор, за шпионаж, за вредительство. «Тройка» рассмотрела дела в отношении 7241 человек, 5061 из которых обвинялись в политических преступлениях, а 2180 — в уголовных. Только за антисоветскую агитацию 1108 человек были приговорены к расстрелу. Помимо «троек» людей осуждали и выездные сессии Военной коллегии, военные трибуналы и обычные судебные заседания.
После того, как 17 января 1938 года И. В. Сталин написал Н. И. Ежову о необходимости усилить преследование бывших эсеров, реакция не заставила себя ждать. И. В. Сталин, в частности, писал: «Сообщаю для ориентировки, что в своё время эсеры были очень сильны в Саратове, в Тамбове, на Украине, в армии (комсостав), в Ташкенте и вообще в Средней Азии, на бакинских электростанциях, где они и теперь сидят и вредят нефтепромышленности». На бакинских электростанциях прошли массовые аресты, но особо большой размах они приняли на электростанции «Красная Звезда».
Судьба большой группы арестованных была решена в 1939—1940 годах Особым совещанием НКВД СССР. Они в большинстве случаев были осуждены не к расстрелу, а к по сути бессрочному пребыванию в заключении, многие из которых так и не дожили до реабилитации в 1954—1956 гг.

### Число жертв
Общее количество жертв Большого террора (Ежовщины) в Азербайджане неизвестно. В различной литературе приводились разные цифры без указания источников информации.
Так, согласно Большой Российской Энциклопедией за время репрессий в 1937—1938 годах в Азербайджане погибло около 70 тысяч человек. Польский историк Т. Свентоховский писал, что в результате чисток, осуществляемых Багировым, примерно 70 тысяч азербайджанцев погибли к 1940 году. По другим оценкам жертвами массовых репрессий в Азербайджане в 1937—1938 годах стали около 80—100 тысяч человек. А. Г. Уралов (Авторханов) оценивает количество жертв репрессий в Азербайджане в 1937—1938 годах в 120 тыс. человек. А. Юнусов, указывая количество жертв репрессий периода Большого террора в 120 тысяч человек, подчёркивает, что при населении в 3,2 млн человек (перепись 1939 года) это огромная цифра для Азербайджана.
По приведённым О. Б. Мозохиным статистическим данным, которые опирались на материалы статистики Центрального архива ФСБ России и секретного делопроизводства, а также обобщённые отчёты органов госбезопасности, в 1937 — 1938 годах число арестов по линии госбезопасности не доходило и до 30 тысяч человек. Так, в 1937 году в Азербайджанской ССР было арестовано 10,671 человек, а в 1938 году — 15,678.

### Роль доносов
Доносительство в Азербайджане приняло большой размах. При этом многими доносчиками двигали чувства мести и поруганной чести. Так, армянский рабочий написал в ЦК на секретаря и заведующего орготделом райкома одного промышленного района Баку, что те являются кулаками и армянскими националистами, которые мешают молодёжи вступать в партию. Потом выяснилось, что обвинённые незадолго до этого отклонили заявление этого доносчика о его вступлении в партию.
В адрес ЦК и БК КП(б) Азербайджанской ССР, а также других партийных организаций поступало множество заявлений на членов партии. В Баилово-Биби-Эйбатском районе Баку практически не осталось ни одного коммуниста, хозяйственного или партийного работника, против которого бы не поступило заявление. По информации «Бакинского рабочего» за январь 1938 года таких заявлений в райкоме накопилось до 600.
В течение 1937 года в Астаринском районе писарь сельсовета оклеветал как врагов народа 146 человек. Некий Мехтиев обвинил в связях с врагами народа секретаря Ленкоранского райкома партии, ряд судей Верховного суда и секретаря ЦК. М. Д. Багиров, рассмотревший письма Мехтиева, распорядился арестовать оговорённых, не проверив при этом правдивости обвинений. Летом-осенью 1937 года в деревне Ленинабад Шемахинского района по одному делу арестовали 41 человека. Основанием послужили доносы двух секретных сотрудников НКВД, сделавшие это по поручению начальника районного отдела НКВД Шабанбекова, который выполнял задание наркома внутренних дел Ю. Д. Сумбатова-Топуридзе организовать крупное дело.
Порой за решётку попадали не только те, на кого доносили, но и сами доносчики. Пропагандист партийного комитета Бакинского порта Хади Азизов, будучи делегатом Ворошиловской районной партийной конференции, выступил на ней с критикой начальника политотдела Каспийского пароходства Гасана Рахманова, а также предъявил серьёзные претензии политического характера второму секретарю ЦК Компартии Азербайджанской ССР Атанесу Акопову и главе правительства Усейну Рахманову. М. Д. Багиров в свою очередь защитил Г. Рахманова и А. Акопова, поручив партийным органам обсудить поведение Х. Азизова. Последнего вскоре исключили из партии и арестовали в августе 1937 года по обвинению в контрреволюционной деятельности. Тем не менее, А. Акопов и братья Рахмановы позже также будут арестованы.
Ещё одна история, это история внука бакинского миллионера Г. З. Тагиева — Зейнала Тагиева. До 1937 года он являлся экспертом Торговой палаты. В Баку имел славу секретного агента ОГПУ-НКВД. Супруга инженера А. Ахундова, который, между прочем, получил образование при помощи его деда нефтепромышленника Г. З. Тагиева, писала, что её муж «оклеветан провокатором Зейналом Тагиевым», в то время как Т. М. Борщев показал, что «Тагиев был агентом». В реабилитационном заключении по делу инженера А. Ахундова, говорилось, что Зейнал Тагиев «будучи секретным сотрудником Аз. НКВД, был „штатным свидетелем“ и, разъезжая по судам вплоть до 1940 г., давал вымышленные показания на десятки честных людей». Зейнала Тагиева арестовали в октябре 1937 года, судили и в июне 1940 года расстреляли.
Находились и те, кто вопреки заявлению в свой адрес смог пережить Большой террор. Так, в октябре 1937 года, на будущего руководителя Азербайджанской ССР Имама Мустафаева в комиссию по обследованию АСХИ поступило заявление от секретаря парткома С. Рагимова, согласно которому И. Мустафаев «в 1928 году состоял в какой-то контрреволюционной организации учителей». Однако проверки оказались безрезультатными.

## Репрессии в отношении этнических меньшинств и иностранцев

### Репрессии среди немецкого населения в 1930-х годах
В немецких поселениях Азербайджана усиленные меры против кулачества стали проводиться к середине 30-х годов. Одной из мер по этому вопросу стало решение Бюро ЦК АКП (б) от 20 ноября 1934 года, в котором требовалось «от немецкого населения полного прекращения связей с заграницей, буржуазно-фашистскими организациями, получения денег, посылок и т. д.; предложить районным партийным и советским организациям провести очистку колхозов с немецким населением от кулацких, антисоветских, чуждых и враждебных элементов; признать необходимым высылку в административном порядке 87 семей кулаков, злостных антисоветских элементов, в прошлом владельцев крупных капиталистических хозяйств и беглых кулаков из других немецких районов СССР». Во второй половине 30-х годов, когда стали проводиться массовые репрессии, аресты и репрессии в отношении немцев ещё более усилились. Так, только за 1935 год в Азербайджанской ССР было репрессировано 381 человек, большинство из которых было раскулачено, либо арестовано по делу «Конкордия», созданного в Еленендорфе сельскохозяйственного товарищества.

### Иранские подданные
В записке И. В. Сталина наркому внутренних дел СССР Н. И. Ежову от 17 января 1938 года есть следующее: «Что сделано по выявлению и аресту всех иранцев в Баку и в Азербайджане». Спустя два дня, 19 января, Политбюро ЦК ВКП(б) приняло специальное постановление, гласившее:
Предложить ЦК КП(б) и СНК Азербайджана немедля поставить в известность всех граждан пограничных с Ираном районов об оформлении советского гражданства в течение 10 дней в том случае, если эти граждане считают себя подданными Ирана. Всех тех граждан иранцев, которые оформят советское подданство, переселить в месячный срок в Казахстан, по примеру переселения курдов из Нахичеванской республики. Все те граждане, которые откажутся от перехода в советское подданство и пожелают остаться подданными Ирана, подлежат немедленному выселению в Иран и в случае отказа — аресту.

### Депортация немцев из Азербайджана
С 1941 года, с началом Великой Отечественной войны, принудительному выселению с родных мест проживания и насильственному переселению в отдалённые регионы СССР были подвергнуты проживавшие в Азербайджанской ССР немцы, считавшиеся советским руководством внутренней «пятой колонной», потому процесс депортации стал проводиться в целях ликвидирования и искоренения «диверсантов и шпионов, сотрудничавших с германскими фашистами». По данным переписи 17 января 1939 года в Азербайджанской ССР проживало 23,133 немца. 8 октября 1941 года Государственный комитет обороны принял постановление № 744сс «О переселении немцев из Грузинской, Азербайджанской и Армянской ССР», гласивший: «переселить немецкое население… из Азербайджанской ССР — 22741 чел.» Проведение всех мероприятий по переселению немцев должно было быть осуществлено в срок с 15 по 30 октября 1941 года. 11 октября сего года наркомом внутренних дел СССР был дан приказ за № 001487 «О мероприятиях по переселению немцев из Грузинской, Азербайджанской и Армянской ССР», содержавший подробную Инструкцию по переселению.
18 октября немецкое население Азербайджана на грузовиках доставили на вокзал, где всех группами погрузили в поезд, который 25 числа прибыл в Баку, а оттуда на пароходе люди были доставлены 27 октября в Красноводск, где поочерёдно были погружены в эшелоны, направлявшиеся в Казахстан. Несмотря на то, что переселенцам в пути 2 раза в сутки давали еду, а на каждый эшелон были выделены врач и 2 медсестры, из-за тяжелых условий, недостатка пищи, медикаментов и холода многие немецкие переселенцы, в основном старики и дети, в пути болели и погибали.

### Другие депортации
29 мая 1949 года Совет министров СССР принял постановление «О выселении из Азербайджанской, Армянской, Грузинской ССР и Черноморского побережья на спецпоселения в отдаленные районы страны по решению Особых совещаний греческих, иранских и турецких подданных, не имеющих гражданства, и бывших подданных этих государств, принятых в советское гражданство». На основании этого постановления в Сибирь и Казахстан были сосланы около 37 тысяч греков, курдов, ассирийцев, более 10 тысяч из которых уже имели гражданство СССР. Жившие в Азербайджане, в городах Акстафа, Ханлар и Шамкир, ассирийцы были высланы в Томскую область. В городскую тюрьму Томска было выгружено 4 эшелона, состоявших из 4663 человек, прибывших в город в течение 27, 29 и 30 июня 1949 года. Сформированный в июне 1949 года в Кировабаде состав был последним. В нём в Томск было доставлено 1705 человек, в том числе 200 детей до 3-х лет.

## Пытки
В период сталинских репрессий без разбора применялись массовые избиения заключённых для вымогательства ложных показаний и «признаний». Пытки фактически были узаконены. Представляет интерес шифротелеграмма, подписанная И. В. Сталиным 10 января 1939 года и адресованная секретарям обкомов, крайкомов, ЦК национальных Компартий, наркомам внутренних дел, начальникам УНКВД. В ней говорилось:

ЦК ВКП стало известно, что секретари обкомов — крайкомов, проверяя работников УНКВД, ставят им в вину применение физического воздействия к арестованным как нечто преступное. ЦК ВКП разъясняет, что применение физического воздействия в практике НКВД было допущено с 1937 года с разрешения ЦК ВКП. При этом было указано, что физическое воздействие допускается как исключение, и притом в отношении лишь таких явных врагов народа, которые, используя гуманный метод допроса, нагло отказываются выдать заговорщиков, месяцами не дают показаний, стараются затормозить разоблачение оставшихся на воле заговорщиков, —
следовательно, продолжают борьбу с Советской властью также и в тюрьме. Опыт показал, что такая установка дала свои результаты, намного ускорив дело
разоблачения врагов народа. Правда, впоследствии на практике метод физического воздействия был загажен мерзавцами Заковским, Литвиным, Успенским и другими, ибо они превратили его из исключения в правило и стали применять его к случайно арестованным честным людям, за что они понесли должную кару. Но этим нисколько не опорочивается сам метод, поскольку он правильно применяется на практике. Известно, что все буржуазные разведки применяют физическое воздействие в отношении представителей социалистического пролетариата и притом применяют его в самых безобразных формах. Спрашивается, почему социалистическая разведка должна быть более гуманной в отношении заядлых агентов буржуазии, заклятых врагов рабочего класса и колхозников. ЦК ВКП считает, что метод физического воздействия должен обязательно применяться и впредь в виде исключения в отношении явных и неразоружающихся врагов народа, как совершенно правильный и целесообразный метод. ЦК ВКП требует от секретарей обкомов, крайкомов, ЦК нацкомпартии, чтобы они при проверке работников НКВД руководствовались настоящим разъяснением

О той жестокости, с какой происходили массовые избиения в застенках азербайджанского НКВД, было собрано довольно много сведений. Бывший работник НКВД Азербайджана Шнейдер в своих показаниях сообщил:

Багиров лично давал указания работникам аппарата НКВД применять меры физического воздействия по отношению ко всем арестованным. Я два раза слышал, как Багиров давал такие указания во время заседаний тройки. Вместе с тем Багиров требовал, чтобы приговорённые тройкой к расстрелу подвергались жестоким избиениям с целью получения от них показаний на других лиц. В моём присутствии Багиров давал указания бить приговорённых к расстрелу до такой степени, чтобы они не могли идти к месту казни, чтобы их несли к этому месту….

Другой сотрудник НКВД, Павел Хентов, во время допроса показал: «В случае, если арестованные меняли свои показания или вовсе отказывались от показаний, ссылаясь на то, что их били, Багиров говорил: „Значит, мало били“». По рассказу бывшего начальника секретариата НКВД Азербайджанской ССР Рыбака М. Д. Багиров вместе с наркомов НКВД Ю. Д. Сумбатовым-Топуридзе и начальником СПО Л. Цинманом принимал участие в допросах экс-главы СНК Азербайджана У. Рахманова и секретарей Бакинского комитета партии Сефа и А. Гиндина. Как показал Рыбак: «Во время таких допросов обычно из кабинета были слышны крики арестованных, а затем арестованные уже из кабинета сами не могли идти, их уводили под руки…».
Бывшие чекисты предоставили много информации о том, как происходили избиения заключённых. По свидетельству надзирателя Бакинской тюрьмы А. М. Тагиева: «Перед тем как арестованных вывозили на расстрел, их очень часто избивали. В таких случаях арестованных избивали в специальных помещениях, где они ожидали, пока их повезут на расстрел».. Бывший оперуполномоченный А. С. Агавелов рассказал, что «избиение арестованных носило массовый характер. Допрашивали и избивали арестованных, как правило, по ночам. Для избиения арестованных применяли специальные резиновые дубинки… Сумбатов допрашивал очень многих арестованных. Среди сотрудников были разговоры, что он сам очень сильно избивал арестованных». По рассказу следователя П. Хентова «в 1937 году на основании недостоверных показаний был арестован бывший работник НКВД Олег Павлов. Его так жестоко избили, что от него отваливались куски мягкой ткани».
Заместитель начальника Бакинской тюрьмы Г. Г. Саркисов, касаясь 1937 года, сказал, что
в тот период в кабинетах здания АзНКВД стоял сплошной вой от криков, плача избиваемых арестованных. С 22.00 и до утра в здание АзНКВД никого не впускали и никого из здания не выпускали. В это время Сумбатов делал обход кабинетов следователей... Я помню такой факт. В 1937 г. Гвоздев избивал бывшего секретаря Бакинского горисполкома. Я присутствовал при этом. В кабинет к Гвоздеву вошёл Сумбатов и сказал: "Бей как следует!". В моём присутствии здесь же Сумбатов ударил по лицу этого арестованного, а потом коленом — по половым органам. Арестованный упал и потерял сознание. Сумбатов вышел после этого из кабинета.
Жестоким обращениям подвергался видный государственный деятель Султан Меджид Эфендиев. Так, по свидетельству тюремного надзирателя Возничука его «били так сильно, что после допросов он мог только лежать…». По показанию свидетеля Х. П. Халдыбанова, он видел как С. М. Эфендиева допрашивали и избивали сотрудники НКВД Азербайджанской ССР Л. Цинман и Н. Мусатов, «причём Цинман оскорблял Эфендиева, презрительно называл его президентом». По утверждению других свидетелей, когда С. М. Эфендиев пожаловался на действия следователей, Л. Цинман нанёс ему удар кулаком в лицо и вышел, после чего следователи продолжили избиение.
В записке генерального прокурора СССР Р. А. Руденко Президиуму ЦК КПСС от 1954 года отмечается: «Багиров в период 1937—1938 гг. по существу руководил чекистскими органами, используя их для массового избиения арестованных с целью фальсификации уголовных дел, расправы с неугодными людьми и уничтожения честных партийно-советских кадров».

## Преследования и судьба близких «врагов народа»
Не избежали репрессий родственники осуждённых и классовых врагов. 16 марта 1937 года к смертной казни был приговорён едва достигший 18 лет сын Мамед Эмина Расулзаде, лидера партии «Мусават». Пострадали многие близкие родственники видного государственного деятели Советского Азербайджана Газанфара Мусабекова. Его сестру Айну и зятя Гамида Султановых, как известно, расстреляли. В застенках органов госбезопасности также оказались брат Музаффар Мусабеков и другие родственники: братья Мамедали и Юсиф Эфендиевы, их отец Агаси Эфендиев и брат последнего Мамед Гасан.
Не избежала ареста супруга поэта Микаила Мушфига, но в тюрьме она заболела и её отправили в психиатрическую больницу. Жена татарского историка Г. С. Губайдулина отбыла пять лет лагерей, а супругу востоковеда Б. В. Чобан-заде, артистку Р. Г. Абдулину приговорили к 8 годам лагерей.
Ситара Караева, приходившаяся женой бывшему секретарю ряда райкомов партии Асаду Караеву, была осуждена и погибла в лагере. Их несовершеннолетних детей выселили из квартиры, а одну из дочерей исключили из партии. В Казахстан сослали супругу Султана Султанова, брата государственного и политического деятеля мусаватского Азербайджана Хосров-бека Султанова, хотя она развелась со своим мужем ещё в 1922 году.
Наряду с другими семьями государственных и партийных деятелей, были репрессированы родственники братьев Рахмановых (первого секретаря Нахичеванского обкома Компратии(б) Азербайджана Гасана Рахманова и председателя СНК Азербайджанской ССР Гусейна Рахманова). Репрессиям подверглись 17 человек из семьи Рахмановых. Семью Гасана Рахманова, в том числе его восьмилетнюю дочь, будущего медика Азу Рахманову, отправили в ссылку, в Алтайский край на рудник Синташ, а затем под Семипалатинск (Казахстан). О том, с чем столкнулись родственники «врагов народа», Аза Рахманова писала:
В 1937 году, когда посадили отца и дядю Гусейна, в нашу квартиру подселили других жильцов. Нам оставили две маленьких комнаты, а хозяйкой всей квартиры стала председатель колхоза Басти Вагирова. Она возглавляла передовой колхоз, имела орден Ленина (мой дядя тоже ведь был орденоносцем, но это его не спасло) и, видимо, считала, что имеет право унижать пострадавших от репрессий, даже если это дети. Она пинала нас с Томой ногами и шипела по-азербайджански: «У, гаденыши, враги народа!» Да и вся ситуация тогда изменилась: если раньше в нашем доме было полно гостей, то теперь никто к нам не приходил, бывшие друзья явно избегали общаться с нашей семьёй. Я прекрасно помню, как мы шли по улице, а наши знакомые переходили на другую сторону, чтобы не встретиться и не поздороваться с нами. Ситуация усугубилась в 1938 году, когда мой дядя Гусейн Рахманов был расстрелян как «враг народа». Это запало в мою душу навсегда — чувство отверженности и ощущения себя человеком низшего сорта, изгоем. Тех людей легко понять: они переставали общаться с родственниками осуждённых «врагов народа» из чувства самосохранения.
Клеймо «детей врагов народа» носили также дети арестованного в сентябре 1937 года первого секретаря Лачинского райкома Теймура Салахова. Его сын, впоследствии известный художник Тахир Салахов, не смог в связи с этим поступить в ленинградский Репинский институт, несмотря на отличные оценки.

## Репрессии и религия
Наступление на религию, особенно на ислам, в Азербайджане, имевшим тесные связи с происходящими в Турции процессами, произошло гораздо раньше. Так, в 1923 году правительством была начата кампания по запрещению обрядов мухаррамлик и «шахсей-вахсей», а в 1924 году было создано общество «Безбожник». Полномасштабное же наступление на ислам началось в 1929 году. Так, если в 1917 году на территории Азербайджана было 3 тысячи мечетей, то к началу 1927 года их осталось около 1700, из которых 120 располагались в Баку и около него. Официальный же этап борьбы с религией начался в конце 1928 года. В декабре этого года ЦК КП Азербайджана приняло решение о передаче многих мечетей, церквей и синагог под клубы и другие просветительские цели.

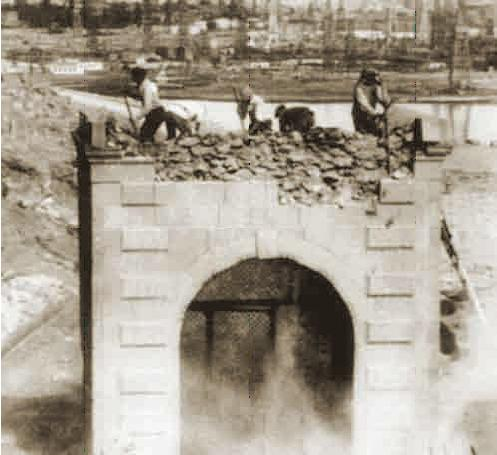
Разрушение мечети Биби-Эйбат, относившейся к XIII веку. 1936 год

В годы Сталинских репрессий власти, ссылаясь на якобы требования народа, стали в массовом порядке закрывать мечети. Ряд партийных и правительственных служащих обвиняли в посещении пятничных служб в мечетях и даже в том, что те выполняли обязанности мулл. В разгар репрессий основанием для ареста могло стать даже «недостаточное рвение в борьбе против религии». При Сталине все сохранившиеся мечети города Баку, кроме двух, были закрыты.
Следуя приказу из Москвы, только в 1929 году в Азербайджане одновременно было закрыто или переоборудовано под клубы около 400 мечетей, а к 1933 году в республике осталось всего 17 мечетей. И если из-за недовольства населения власти вынуждены были приостановить антирелигиозную кампанию, то с 1937 года террор и «борьба против религиозных пережитков» обрели новую силу. Значительную часть репрессированных в 1937—1938 гг. наряду с интеллигенцией составляли представители образованной части духовенства. В 30-х годах были снесены такие культовые сооружения, как мечеть Биби-Эйбат, армянская церковь Святого Фаддея и Варфоломея, собор Александра Невского, польский католический костёл.
Хотя основной целью сталинских репрессий было искоренение национального ислама, начиная с середины 1930-х годов жертвам репрессий начали предъявляться обвинения в панисламизме и службе иностранным государствам. Представители духовенства стали представлять меньшую опасность для властей, поскольку были запуганы и приобрели репутацию «осведомителей КГБ», что удерживало верующих от посещения немногих сохранившихся мечетей.
Ислам понёс огромный урон от репрессий. Ритуалы ислама публично уже никто не соблюдал. Передача молодому поколению знаний об основах ислама было очень рискованно. В этот период стало распространяться такия, разрешённое Кораном скрывание веры и даже отступничество от неё в случае принуждения или угрозы. Многие жители Азербайджана демонстрировали акты послушания, становясь членами Общества безбожников, численность которого за один год выросла от 3000 членов до 71 000.
В результате репрессий к концу 30-х годов был нанесён удар не только по традиционным направлениям в исламе, но практически были ликвидированы многочисленные тарикаты и общины (к примеру, накшбандийа, алиилахи и бахаизм).

## Лагеря ГУЛАГа в Азербайджане

Лагеря ГУЛАГа в Азербайджане

Во исполнение постановления СНК СССР «Положение об исправительно-трудовых лагерях» от 7 апреля 1930 года, вышел приказ ОГПУ № 130/63 от 25 апреля об организации Управления исправительно-трудовых лагерей ОГПУ (УЛаг ОГПУ), которое 1 октября было преобразовано в Главное Управление исправительно-трудовых лагерей ОГПУ (ГУЛаг). В результате очередной реорганизации советских спецслужб, 10 июля 1934 года ОГПУ было упразднено с одновременным созданием Народного комиссариата внутренних дел СССР (НКВД СССР), в состав которого вошли пять главных управлений (главков), в том числе ГУЛАГ.
ГУЛаг осуществляло руководство системой исправительно-трудовых лагерей (ИТЛ) и в 1930—1950-х годах являлось инструментом проводимых в стране репрессий. На территории Азербайджана в разное время существовали три лагерных управления — Каспийский, Прикаспийский и Строительство 108 и ИТЛ.

### Прикаспийский ИТЛ
Прикаспийский ИТЛ и строительство 107 был организован 11 октября 1940 года и просуществовал до 1942 года. Он находился в подчинении Главного управления лагерей железнодорожного строительства (ГУЛЖДС) и располагался в Сальяне. ГУЛЖДС возник на базе Отдела железнодорожного строительства ГУЛАГа НКВД и Управления железнодорожного строительства НКВД на Дальнем Востоке (УЖДС), специализируясь на строительстве железных дорог. На 1 января 1941 года в Прикаспийском ИТЛ содержалось 54,336 заключённых, а 1 июля — 36,533 человек. К 1 января 1942 года здесь было 14,003 заключённых.
Приказом НКВД от 25 января 1942 года весь личный состав, оборудование, материалы и прочее были обращены на формирование Сталинградского ИТЛ, а уже 22 февраля НКВД распорядился перебросить всё на новое строительство. До этого момента бессменным начальником Строительства 107 и ИТЛ являлся М. В. Филимонов. Приказом НКВД от 12 марта 1942 года Прикаспийский ИТЛИ был ликвидирован. На 1 апреля численность заключённых составляла 7509 человек.

### Каспийский ИТЛ
Капийский ИТЛ (ИТЛ при Управлении Строительства № 2 ГУАСа, Строительство № 2 НКВД, Каспийлаг) был организован приказом НКВД от 24 марта 1943 года во исполнение Постановления Государственного комитета обороны (ГКО) № 3023сс от 11 марта. Каспийлаг находился в подчинении Главного управления аэродромного строительства (ГУАС) и первоначальном располагался в Астрахани, а с 11 октября — в Баку. На январь 1944 года численность заключённых составляла 3282 человека. Начиная с того момента, как Управление Строительства № 2 и Каспийский ИТЛ стали дислоцироваться в Баку и вплоть до 23 марта 1944 года его начальником являлся инженер-полковник В. И. Папировский.
13 февраля 1946 года Каспийлаг переподчинили ГУЛАГу. Когда ГУАС передавали Народному комиссариату по строительству предприятий топливной промышленности (НКСПТП), то лагерный «контингент», который обслуживал УС № 2 ГУАСа, оставили за ГУЛАГом. Спустя небольшое время, 24 апреля того же года Каспийлаг перешёл в подчинении УИТЛК МВД Азербайджанской ССР.

### Строительство 108 и ИТЛ
Строительство 108 и ИТЛ был организован приказом НКВД от 18 мая 1944 года и 27 числа перешёл в подчинение ГУЛЖДС. На июнь 1945 года он располагался в Кировабаде, а позже — в Ханларе. Численность заключённых на 1 декабря 1944 года здесь составляла 5568, 1 января 1945 года — 5624, 1 января 1946 года — 2295, 1 января 1947 года — 3200, 1 января 1948 года — 3760, 1 января 1949 года — 2707, 1 января 1950 года — 2142 человека. В связи с окончанием основных работ УС 108 и ИТЛ со всеми ресурсами и рабочей силой перешли из ГУЛЖДС в ГУЛАГ в непосредственное подчинение УИТЛК МВД Азербайджанской ССР.

## Политико-правовые последствия
Смерть Сталина в марте 1953 года стала трауром для миллионов граждан страны с одной стороны. Но с другой стороны она вызвала прилив энтузиазма у заключённых ГУЛага.
В первые месяцы после кончины «вождя народов», министр внутренних дел СССР Л. П. Берия инициировал прекращения некоторых дел. Согласно предложению Берии, Президиум ЦК КПСС 27 марта утвердил указ «Об амнистии», согласно которому из мест заключения надлежало освободить 1 203 000 человек, а также прекратить следственные дела в отношении 401 тысячи человек.

### Суд над Берия
26 июня 1953 года Л. П. Берия арестовали по обвинению в измене Родине в форме шпионажа и заговоре с целью захвата власти. Его также обвинили в злоупотреблении властью, в фальсификации тысяч уголовных дел на своих сослуживцев в Грузии и Закавказье и в организации незаконных репрессий (это Берия, согласно обвинению, совершал, тоже действуя в корыстных и вражеских целях).
23 декабря дело Берии было рассмотрено Специальным судебным присутствием Верховного суда СССР под председательством Маршала Советского Союза И. С. Конева. Из последнего слова Берии на суде: «Признавая, что я ответственен за перегибы и извращения социалистической законности в 1937—1938 гг., прошу суд учесть, что корыстных и вражеских целей у меня при этом не было. Причина моих преступлений — обстановка того времени».
Приговор гласил:

Установлено, что, скрывая и маскируя свою преступную деятельность, подсудимый Берия Л.П. и его соучастники совершали террористические расправы над людьми, со стороны которых они опасались разоблачений. В качестве одного из основных методов своей преступной деятельности заговорщики избрали клевету, интриги и различные провокации против честных партийных и советских работников, стоявших на пути враждебных Советскому государству изменнических замыслов Берия Л.П. и его сообщников и мешавших им пробираться к власти.

Судом установлено, что подсудимые Берия Л.П., Меркулов В.Н., Деканозов В.Г., Кобулов Б.З., Гоглидзе С.А., Мешик П.Я. и Влодзимирский Л.Е., используя своё служебное положение в органах НКВД—МГБ—МВД, совершили ряд тягчайших преступлений с целью истребления честных, преданных делу Коммунистической партии и Советской власти кадров.
— Сообщение «В Верховном Суде СССР». 24 декабря 1953 года
Все обвиняемые были в тот же день расстреляны, причём Л. П. Берию расстреляли за несколько часов до казни прочих осуждённых.

### Осуждение Сталинизма в СССР и зарубежной Европе
На состоявшемся 25 февраля 1956 года закрытом заседании XX съезда КПСС новый руководитель Союза ССР — Первый секретарь Президиума ЦК КПСС Н. С. Хрущёв выступил с закрытым докладом «О культе личности и его последствиях», который был посвящён осуждению культа личности И. В. Сталина. В нём была озвучена новая точка зрения на недавнее прошлое страны, с перечислением многочисленных фактов преступлений второй половины 1930-х — начала 1950-х, вина за которые возлагалась на Сталина. В докладе была также поднята проблема реабилитации партийных и военных деятелей, репрессированных при Сталине.
В 1989 году термин сталинизм получает юридическое закрепление в советском законодательстве: в Указе Президиума Верховного Совета СССР от 16 января 1989 года «О дополнительных мерах по восстановлению справедливости в отношении жертв репрессий, имевших место в период 30 — 40-х и начала 50-х годов» говорилось: «Осудить внесудебные массовые репрессии периода сталинизма…».
3 июля 2009 года Парламентская ассамблея ОБСЕ приняло резолюцию «О воссоединении разделённой Европы», осуждающий преступления сталинского и нацистского режимов. Однако российская делегация бойкотировала голосование, посчитав искажением истории уравнивать Сталинский режим и нацизм. Резолюция, в частности, отмечает, что в XX веке страны Европы пережили два мощнейших тоталитарных режима — нацистский и сталинистский, во время которых имел место геноцид, нарушались права и свободы человека, совершались военные преступления и преступления против человечности.

### Суд над Багировым в Азербайджанской ССР
12 апреля 1956 года в Баку начался открытый судебный процесс над Багировым. Суд проходил в Клубе культуры им. Ф. Э. Дзержинского (ныне Центр культуры Службы государственной безопасности), в театральном зале. Председательствовал на суде председатель Военной коллегии Верховного суда СССР А. А. Чепцов, а государственным обвинителем выступил генеральный прокурор СССР Р. А. Руденко.
Вместе с Багировым перед судом предстали ещё пятеро человек:
- А. Атакишиев — экс-министр внутренних дел Азербайджанской ССР. В 1930-х годах работал в ОГПУ-НКВД Азербайджана.
- Т. М. Борщев — экс-нарком внутренних дел Туркменской ССР. В годы Большого террора занимали должности начальника 3-го (КРО) отдела УГБ НКВД Азербайджанской ССР, заместителя наркома внутренних дел Азербайджанской ССР.
- Х. И. Григорян — экс-министр внутренних дел Армянской ССР. В 1937—1938 годах являлся заведующим отделом в Наркомате внутренних дел Азербайджанской ССР.
- С. Ф. Емельянов — экс-нарком внутренних дел Азербайджанской ССР.
- Р. А. Маркарян — экс-министр внутренних дел Дагестанской АССР. В 1936—1939 годах работал завотделом, а затем и заместителем комиссара внутренних дел Азербайджана.

Одним из доказанных обвинений против «Багирова и его сообщников» было дело «Запасного правотроцкистского центра контрреволюционной националистической организации» (ЗПЦКНО), по которому в 1938 году было арестовано и осуждено к расстрелу или к длительному сроку лишения свободы свыше трёхсот руководящих партийных и советских работников, в том числе: 32 секретаря райкомов партии, 28 председателей райисполкомов, 15 наркомов и их заместителей, 66 инженеров, 88 командиров Советской армии и Военно-морского флота, 8 профессоров и другие руководящие работники".
26 апреля 1956 года Военная коллегия Верховного суда СССР признала Багирова наряду с другими обвиняемыми виновным «в участии в изменнической группе и в совершении террористических расправ над советскими гражданами» и на основании ст. ст. 63-2,70 УК Азербайджанской ССР приговорила его вместе с Маркаряном, Борщевым и Григоряном к расстрелу с конфискацией всего имущества. Атакишиев и Емельянов получили двадцать пять лет лишения свободы в исправительно-трудовых лагерях.

### Комментарии
1. ↑  В книге  Ф. Д. Ашнина, В. М. Алпатова и Д. М. Насилова «Репрессированная тюркология» он ошибочно указан как сын миллионера Г. З. Тагиева[166]